# Dourdan
Pour les articles homonymes, voir Dourdan (homonymie).
Dourdan (prononcé [d̪uʁd̪ɑ̃] ) est une commune française située à quarante-quatre kilomètres au sud-ouest de Paris dans le département de l’Essonne dans la région Île-de-France. Elle est le chef-lieu du canton de Dourdan, le siège de la communauté de communes Le Dourdannais en Hurepoix.
Village celte puis cité gallo-romaine, berceau des Capétiens et ville royale depuis le Xe siècle, capitale du Hurepoix et première ville essonnienne de la vallée de l'Orge, Dourdan est aujourd’hui encore célèbre pour son château du XIIIe siècle exceptionnellement conservé et sa vaste forêt. Située aux portes de l’agglomération parisienne à mi-chemin entre la capitale et Chartres, ses monuments, son musée et ses espaces naturels en font un site touristique important du département.
Ses habitants sont appelés les Dourdannais.

## Géographie

### Situation
| Type d’occupation           | Pourcentage | Superficie (en hectares) |
| --------------------------- | ----------- | ------------------------ |
| Espace urbain construit     | 9,1 %       | 280,41                   |
| Espace urbain non construit | 4,8 %       | 148,12                   |
| Espace rural                | 86,1 %      | 2 647,44                 |
| Source : Iaurif             |             |                          |

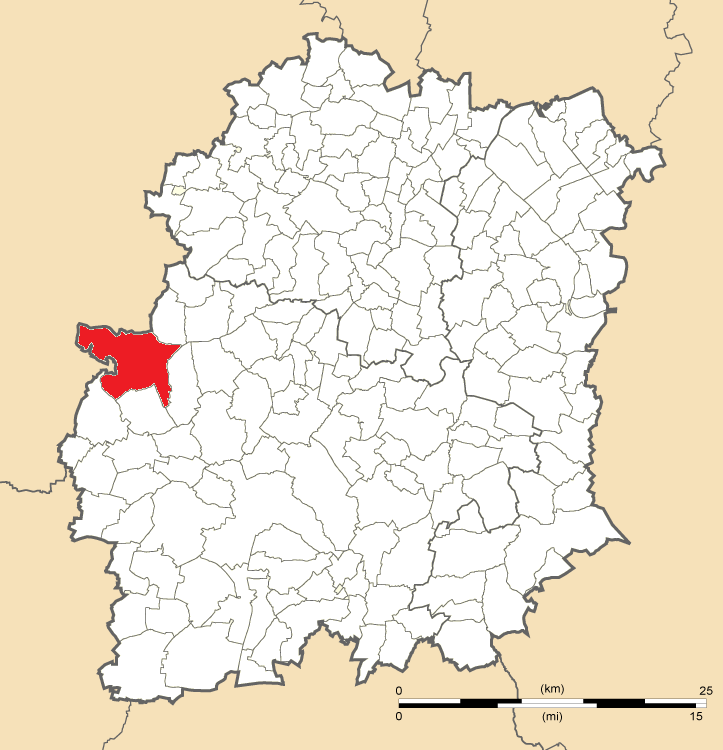
Position de Dourdan en Essonne.

Dourdan est située dans la grande agglomération parisienne à l’ouest du département de l’Essonne, dans la région naturelle du Hurepoix. La commune est parfois rattachée au pays chartrain par sa présence dans l’ancien territoire des Carnutes. Son territoire s’étage de 87 à 163 mètres, le point culminant se situant dans la vaste forêt. Elle occupe 3 064 hectares, occupés à 85 % par l’espace rural, principalement la forêt de Dourdan sur toute la moitié ouest, et les champs au nord et sud-est de la ville. La part urbanisée ne représente ainsi que 15 % du territoire et seulement trois-cent-huit hectares, soit à peine 10 % de l’espace total, sont construits. Dourdan est la première commune essonnienne arrosée par la rivière l’Orge. L’Institut national de l'information géographique et forestière donne les coordonnées géographiques 48°31'47" N et 02°00'42" E au point central de son territoire.
La commune est traversée à son extrême nord-ouest par l’autoroute A10 avant la barrière de péage de Saint-Arnoult-en-Yvelines. L’ancienne nationale 836, déclassée en départementale 836, traverse la commune d’ouest en est et mène à Étampes et Rambouillet, l’ancienne nationale 838, elle aussi déclassée en route départementale 838, la coupe perpendiculairement pour mener à Versailles, la départementale 116 débute à l’ouest et forme une rocade par le sud avant de mener à Arpajon.
Dourdan est située à quarante-quatre kilomètres au sud-ouest de Paris-Notre-Dame, point zéro des routes de France, trente-quatre kilomètres au sud-ouest d’Évry, quinze kilomètres au nord-ouest d’Étampes, vingt-six kilomètres au sud-ouest de Palaiseau, dix-neuf kilomètres au sud-ouest d’Arpajon, vingt-trois kilomètres au sud-ouest de Montlhéry, vingt-cinq kilomètres au nord-ouest de La Ferté-Alais, trente-cinq kilomètres au sud-ouest de Corbeil-Essonnes, trente-six kilomètres au nord-ouest de Milly-la-Forêt, dix-neuf kilomètres au sud-est de Rambouillet et trente-neuf kilomètres au nord-est de Chartres.

### Hydrographie
Dourdan est traversée du sud-ouest au nord-est par la rivière l’Orge qui passe à proximité de l’actuel centre-ville. Autrefois, de nombreux étangs occupaient les terrains aujourd’hui gagnés par les faubourgs. L’un d’entre eux appelé étang de la Tour subsiste en bordure de la route départementale 116 vers Sainte-Mesme, un autre sur la commune voisine de Roinville-sous-Dourdan, l’étang de Mal Assis. Le ruisseau de Rouillon part vers le nord en direction de Saint-Cyr-sous-Dourdan, les ruisseaux de Ribourg, des Bois et la Garonne alimentent la rivière depuis la forêt à l’ouest, les ruisseaux le Poulet, les Garancières et de l’étang de la Muette la rejoignent en aval du centre-ville.

### Relief et cadre géologique

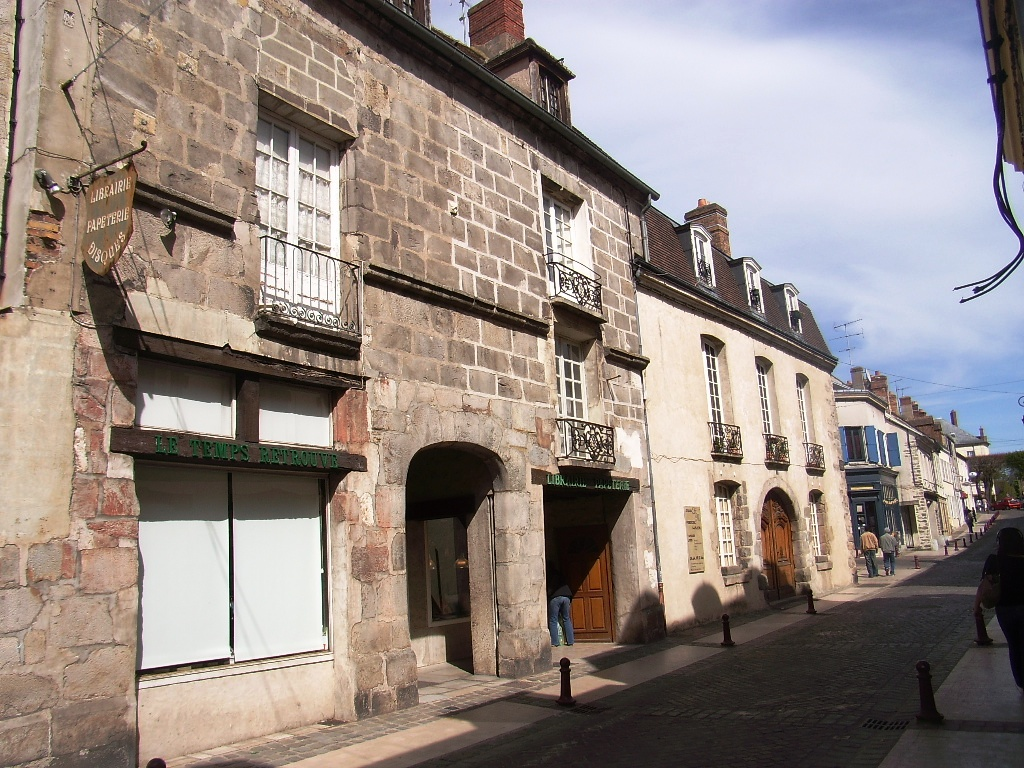
La rue Saint-Pierre.

Le territoire de Dourdan s’étage en pente relativement douce du nord-ouest au sud-est. Une crête culminant à 163 mètres occupe une ligne nord-est à sud-ouest dans la forêt, le versant sud puis la cuvette où coule l’Orge est occupée par la partie urbanisée de la commune. Le point le plus bas se trouve à l’est de la commune, proche de la frontière avec Roinville et l’étang de Mal Assis à 87 mètres. Au sud de la commune, un plateau, prémices de la Beauce est occupé par des terrains agricoles.
L'histoire géologique de la région est marquée par transgression marine dans cette région se développe au Stampien avec une succession latérale de faciès lithologiques passant d'affleurements de calcaires marneux à des faluns. La sédimentation se manifeste ensuite par un dépôt sableux, les sables de Fontainebleau, épais d'environ 50 m et qui forment des dunes créées par les vents. Ces sables, lessivés par une circulation de nappe captive qui a provoqué leur décarbonatation, libèrent de la silice mise en solution par ces nappes, ce qui conduit à leur sommet à la formation de lentilles de grès par précipitation, localisées en bandes étroites orientées WNW–ESE. Ces grès de Fontainebleau se développent généralement dans la partie supérieure de la masse de sable, se transformant progressivement en dalles de grès, que l’on observe aujourd’hui sur les platières et les chaos en forêt de Fontainebleau, par exemple. 

Lorsque la mer stampienne se retire à la fin de l'Oligocène, elle laisse derrière elle, de l'Orléanais à la Normandie, un grand lac où se déposent des calcaires lacustres (calcaire grossier de Dourdan, calcaire de Beauce formant l'entablement du plateau de Beauce-Hurepoix) jusqu'à l'Aquitanien. Des placages d’argiles et meulières de Montmorency du Mio-Pliocène surmontent localement les sables de Fontainebleau. 

Cette histoire explique ainsi que Dourdan est située à la limite de deux régions géographiques et géologiques : le Hurepoix au Nord (plateau argileux profondément disséqué par des vallées creusées dans les sables de Fontainebleau), la Beauce au Sud (plateau limoneux fertile, à peine écorché par quelques vallées sèches). L'anticlinal de la Rémarde (appelé « le Dôme de la Rémarde »), petit axe W-E connu de Dourdan à Évry, a entraîné l'érosion presque complète du plateau de Beauce-Hurepoix au Nord de Dourdan, ce qui laisse apparaître sur une grande étendue les sables de Fontainebleau. À la base de ces sables, la Rémarde et l'Orge ont en partie dégagé de la craie blanche à silex du Sénonien (Crétacé supérieur), ce qui explique la fréquence des stations néolithiques du Hurepoix associés à un outillage lithique en silex.
Le terrain de Dourdan est composé de deux types géologiques différents, la plupart des terres occupées pas les habitations, jusqu’au lieu-dit du Potelet reposent sur de l’argile, dont une partie comportait du minerai de fer au lieu-dit le Mineray. Le reste de la commune est situé sur du sable, jusqu’à la limite avec Sainte-Mesme où l’on trouve des résidus de meulière.

### Communes limitrophes
Dourdan est située à la frontière des départements de l’Essonne et des Yvelines. Elle est ainsi limitrophe du nord à l’ouest des communes yvelinoises de Longvilliers, Saint-Arnoult-en-Yvelines et Sainte-Mesme. Au nord-est se trouve le village de Saint-Cyr-sous-Dourdan, à l’est et sud-est celui de Roinville. Le sud de la ville est limitrophe des Granges-le-Roi et le sud-ouest de Corbreuse.
| Saint-Arnoult-en-Yvelines | Longvilliers       | Saint-Cyr-sous-Dourdan |
| Sainte-Mesme              | Dourdan            | Roinville              |
| Corbreuse                 | Les Granges-le-Roi | Roinville              |

### Climat
Pour des articles plus généraux, voir Climat de l'Île-de-France et Climat de l'Essonne.
En 2010, le climat de la commune est de type climat océanique dégradé des plaines du Centre et du Nord, selon une étude du CNRS s'appuyant sur une série de données couvrant la période 1971-2000. En 2020, Météo-France publie une typologie des climats de la France métropolitaine dans laquelle la commune est exposée à un climat océanique altéré et est dans la région climatique Sud-ouest du bassin Parisien, caractérisée par une faible pluviométrie, notamment au printemps (120 à 150 mm) et un hiver froid (3,5 °C).
Pour la période 1971-2000, la température annuelle moyenne est de 11,1 °C, avec une amplitude thermique annuelle de 15,2 °C. Le cumul annuel moyen de précipitations est de 653 mm, avec 11,1 jours de précipitations en janvier et 7,7 jours en juillet. Pour la période 1991-2020, la température moyenne annuelle observée sur la station météorologique installée sur la commune est de 11,4 °C et le cumul annuel moyen de précipitations est de 654,2 mm,. Pour l'avenir, les paramètres climatiques de la commune estimés pour 2050 selon différents scénarios d'émission de gaz à effet de serre sont consultables sur un site dédié publié par Météo-France en novembre 2022.
| Mois                                  | jan.           | fév.           | mars           | avril         | mai           | juin           | jui.          | août          | sep.          | oct.          | nov.            | déc.             | année      |
| ------------------------------------- | -------------- | -------------- | -------------- | ------------- | ------------- | -------------- | ------------- | ------------- | ------------- | ------------- | --------------- | ---------------- | ---------- |
| Température minimale moyenne (°C)     | 1,5            | 1,2            | 3,1            | 4,9           | 8,3           | 11,4           | 13,3          | 13,1          | 10,1          | 7,7           | 4,4             | 2                | 6,8        |
| Température moyenne (°C)              | 4,2            | 4,7            | 7,8            | 10,5          | 13,9          | 17,2           | 19,5          | 19,3          | 15,9          | 12            | 7,6             | 4,7              | 11,4       |
| Température maximale moyenne (°C)     | 6,9            | 8,2            | 12,4           | 16            | 19,4          | 23             | 25,7          | 25,6          | 21,5          | 16,4          | 10,8            | 7,4              | 16,1       |
| Record de froid (°C) date du record   | −16,2 08.01.10 | −15,7 07.02.12 | −10,5 01.03.05 | −4,6 06.04.21 | −1,1 06.05.19 | 1,5 05.06.1991 | 5 04.07.1990  | 4,3 21.08.14  | 0,9 30.09.12  | −4 30.10.1997 | −9,2 23.11.1993 | −10,6 29.12.1996 | −16,2 2010 |
| Record de chaleur (°C) date du record | 16,1 27.01.03  | 19,8 27.02.19  | 24,6 31.03.21  | 28,4 25.04.07 | 30,7 28.05.17 | 37,6 18.06.22  | 41,6 25.07.19 | 41,4 06.08.03 | 34,5 09.09.23 | 29,8 02.10.23 | 21,5 07.11.15   | 16,7 07.12.00    | 41,6 2019  |
| Précipitations (mm)                   | 52,3           | 47,5           | 50             | 43,9          | 68,5          | 53,8           | 52            | 57,4          | 47,5          | 54,9          | 60,6            | 65,8             | 654,2      |

### Voies de communication et transports

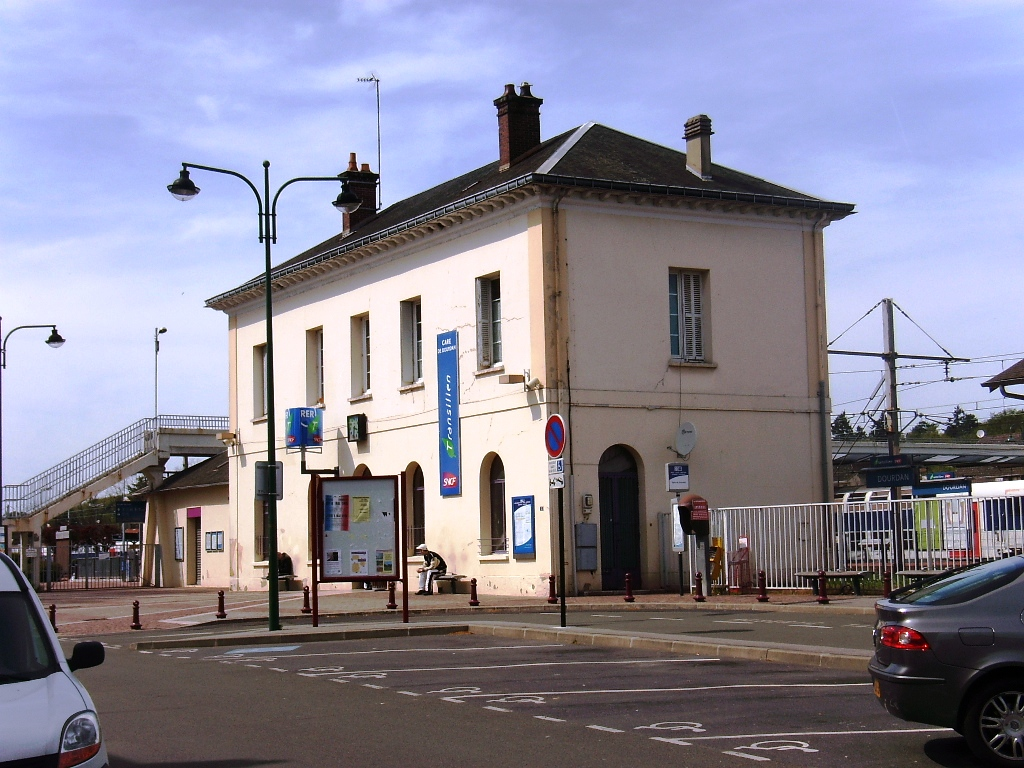
La gare de Dourdan.

Dourdan est traversée par plusieurs axes routiers, dont l'autoroute A10 à l’extrême nord-ouest de son territoire. Un échangeur en permet l'accès en commun avec Longvilliers. Deux anciennes routes nationales d'importance la traversent, aujourd'hui déclassées en routes départementales. Ainsi, l'ancienne RN 836 de Louviers à Étampes par Rambouillet traverse la commune d’ouest en est sous le nom de route départementale 836. L’ancienne route nationale 838 devenue la route départementale 838 de Versailles à Angerville la traverse elle du nord au sud par le centre-ville. Enfin, la route départementale 116 de Sainte-Mesme à Arpajon évite le centre-ville pour former une rocade par le sud de la commune. Elle est aussi le point de départ de la route départementale 5 et de la route départementale 149.
La commune est aussi traversée d'est en ouest par la voie ferrée de l'ancienne ligne Brétigny - Tours, aujourd’hui empruntée par la ligne C du RER d'Île-de-France et par le TER Centre-Val de Loire. La commune dispose ainsi de la gare de Dourdan desservie par ces deux lignes et de la gare de Dourdan - La Forêt uniquement desservie par le RER C dont elle est un des terminus, cette gare est principalement utilisée par les lycéens se rendant au lycée Nikola Tesla. En train, la commune est ainsi connectée à Tours, Vendôme, Châteaudun et Paris-Austerlitz par le TER, à Brétigny-sur-Orge, Juvisy-sur-Orge et l’ensemble des gares du RER par la ligne C.
De nombreuses lignes d'autocars desservent Dourdan. Les lignes les plus notables sont les lignes Express 91.02 (Dourdan RER - Z.A Courtaboeuf - Orsay RER), Express 91.03 (Dourdan RER - Massy RER) et 91.07 (Dourdan RER - Étampes RER) du réseau de bus Essonne Sud Ouest ainsi que la ligne Express 10 (Dourdan RER - Rambouillet gare) du réseau de bus Centre et Sud Yvelines. En complément, des lignes plus classiques permettent de relier Dourdan aux villes proches : 3 (Dourdan - St Arnoult); 18 (Dourdan - Ablis - Orsonville) et 29 (Dourdan - Bullion) du réseau de bus Centre et Sud Yvelines; 22 (Dourdan - Corbreuse - Paray Douaville); 61, 62 et 63 (Dourdan - Limours);4458 (Dourdan - Sermaise - Villeconin); 306-04 (Dourdan - Mérobert); 306-12 (Dourdan - Monnerville) du réseau de bus Essonne Sud Ouest; 86 (Dourdan - Oysonville) du réseau Rémi (Eure-et-Loir).
Dourdan est également desservie par un service de transports urbains assuré à partir de juillet 2019 par Transdev CEAT. En effet, CEAT a procédé au rachat des Cars Perron qui étaient le transporteur historique du réseau urbain créé dans les années 80. En 2021, la desserte est réorganisée autour des lignes 41, 42, 43S, 44S et 45S qui sont reprises par le réseau de bus Essonne Sud Ouest en août 2022.
L'aéroport Paris-Orly est situé à trente-quatre kilomètres au nord-est : il est accessible directement par les autoroutes A10 puis A6. L’aéroport Paris-Charles-de-Gaulle est lui à soixante-six kilomètres tandis que l'aéroport d'Étampes Mondésir pour l’aviation de tourisme n'est qu'à dix-sept kilomètres.

### Lieux-dits, écarts et quartiers
Plus de 80 % de la commune n’est pas urbanisé, néanmoins, il est possible de distinguer différents quartiers à Dourdan. Le centre-ville ancien, au bord de la rivière au pied du château et de l’église Saint-Germain-d’Auxerre puis à l’est le quartier du Parterre, au sud, le quartier de la Croix Saint Jacques sur d'anciennes terres maraîchères, les zones d’activité de la Belette, la Gaudrée et les Jalots. Au nord de la commune, le hameau de Rouillon est lui aussi rattaché à la commune, il correspond à l’ancien site de la ferme seigneuriale.

## Urbanisme

### Typologie
Au 1er janvier 2024, Dourdan est catégorisée centre urbain intermédiaire, selon la nouvelle grille communale de densité à sept niveaux définie par l'Insee en 2022.
Elle appartient à l'unité urbaine de Dourdan, une agglomération intra-départementale regroupant deux communes, dont elle est ville-centre,,. Par ailleurs la commune fait partie de l'aire d'attraction de Paris, dont elle est une commune de la couronne,. Cette aire regroupe 1 929 communes,.

### Occupation des sols
Le tableau ci-dessous présente l'occupation des sols de la commune en 2018, telle qu'elle ressort de la base de données européenne d’occupation biophysique des sols Corine Land Cover (CLC).

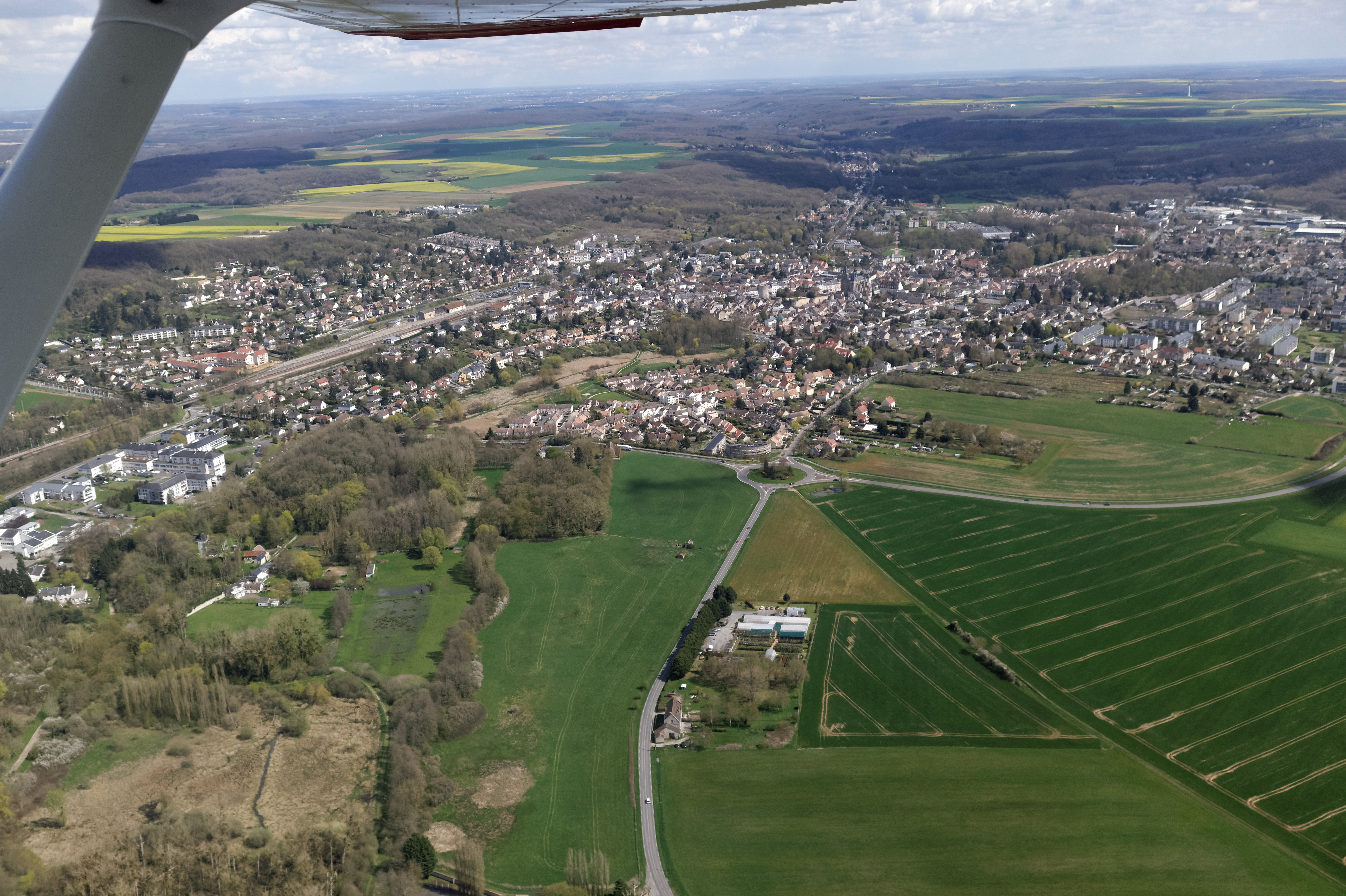
Vue aérienne de la ville de Dourdan Essonnes ligne Paris Orléans la Gare

| Type d’occupation                                              | Pourcentage | Superficie (en hectares) |
| -------------------------------------------------------------- | ----------- | ------------------------ |
| Tissu urbain discontinu                                        | 10,9 %      | 334                      |
| Zones industrielles ou commerciales et installations publiques | 2,1 %       | 65                       |
| Réseau routier et ferroviaire et espaces associés              | 0,7 %       | 22                       |
| Espaces verts urbains                                          | 1,4 %       | 44                       |
| Terres arables hors périmètres d'irrigation                    | 21,0 %      | 645                      |
| Prairies et autres surfaces toujours en herbe                  | 3,5 %       | 108                      |
| Systèmes culturaux et parcellaires complexes                   | 1,0 %       | 31                       |
| Forêts de feuillus                                             | 58,5 %      | 1798                     |
| Forêts de conifères                                            | 0,8 %       | 24                       |
| Source : Corine Land Cover                                     |             |                          |

## Toponymie
Dortenco sur une pièce de monnaie mérovingienne, Dordinga en 936, Dordingha en 956, Dordeneus villa en 936, Doringa en 956, Drodinga villa en 956, Dordingum en 986, Dordinchum en 1147, Dordentium en 1120, Dordanum en 1222, Durdactum en 1514, Dourdain, Dordan en 1174, Dordam en 1257.
Le nom de la commune s’explique par la liaison des mots d’origine celtique Dor ou Dour qui signifiait eau ou rivière et Dan qui signifiait colline. Au IVe siècle, un roi païen portait le nom de Dordanus, il aurait finalement laissé son nom à la commune.[réf. nécessaire]

## Histoire

### Préhistoire
Après la mise au jour de tombes préhistoriques, il est possible de situer la première présence humaine à Dourdan autour du VIe millénaire avant Jésus-Christ[réf. à confirmer].

### Âge du fer
L’histoire certifiée de Dourdan commence très certainement dès l’époque du peuplement par les Celtes, comme l’atteste l’étymologie de son nom, Dour signifiant l’eau et se rapportant à l’Orge. Le site était alors situé à la frontière entre les territoires des peuples Carnutes et Parisii. Dès cette époque, un oppidum fut construit à Dourdan, comme l’atteste la découverte d’outils.[réf. nécessaire]

### Antiquité
Une agglomération secondaire semble attestée pour certains dès la période gallo-romaine sur le site de la commune. Elle fut nommée Dordincum et profita de la richesse du sol en fer et argile pour se spécialiser dans la production de poterie. Dans les années 1975, une nécropole gallo-romaines fut mise à jour au niveau de l'ancienne rue des Réservoirs dont le nom actuel est rue de l'Aricostel.
Au IVe siècle, le roi païen Dordanus ordonna à son fils Mesmin de tuer sa sœur Mesme, convertie au christianisme, sur la commune voisine yvelinoise qui porte désormais le nom de Sainte-Mesme. C’est désormais une sainte catholique et orthodoxe fêtée le 7 mai.

### Moyen Âge

#### Dourdan et le domaine royal

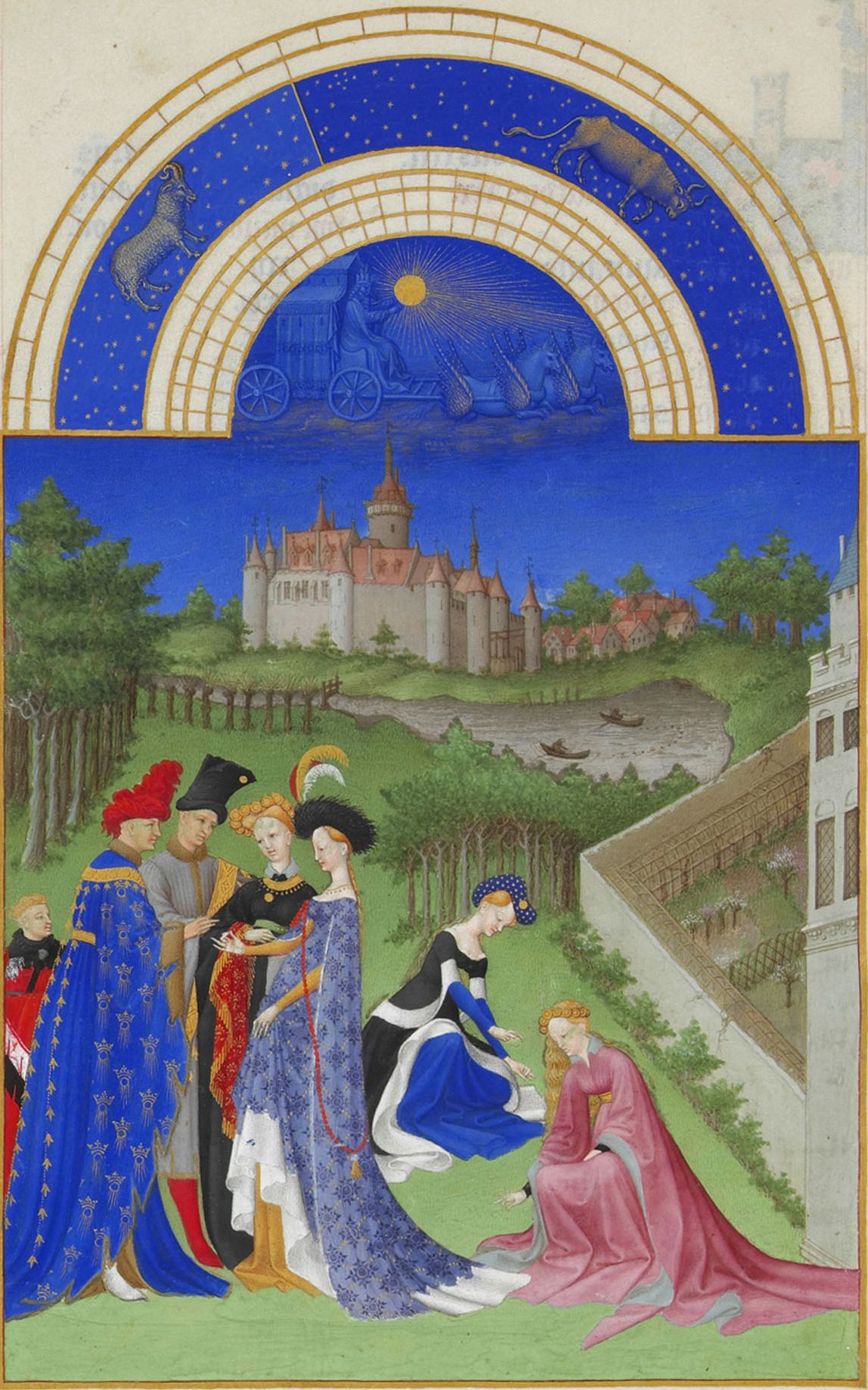
Possible représentation du château dans l'enluminure du folio 4 (verso) du livre d’heures Les Très Riches Heures du duc de Berry.

Située sur l’axe stratégique entre Paris et Chartres, Dourdan fut attachée aux royaumes francs dès le VIe siècle. Une première église aurait été fondée par Bertrade de Laon, mère de Charlemagne au VIIIe siècle. Au début du IXe siècle, la ville fut certainement dévastée par les Vikings.
À la fin de l’époque carolingienne, Dourdan disposait déjà d’un château construit au cours du Xe siècle. Ce château et le domaine appartenait alors à Hugues le Grand, duc des Francs, qui en fit son château de prédilection et y mourut le 16 juillet 956. Entretemps, vers l’an 940 naquit dans ce château Hugues Capet, fondateur de la dynastie capétienne et couronné roi des Francs en 987 avec le soutien de Gerbert d’Aurillac, futur pape. Dès lors, Dourdan peut être considéré comme le « berceau de la Maison de France », et tout au moins comme une ville royale attestée dès le Xe siècle.
Le château originel existait encore sous Louis VI Le Gros et servait de position avancée au roi pour lutter contre les barons menaçants de la région, notamment la puissante famille de Montlhéry ou les seigneurs de Châteaufort et Chevreuse. C’était aussi un domaine de chasse royale apprécié pour sa forêt couvrant 1 700 hectares.
En 1150 débuta l'édification de l'église Saint-Germain-l’Auxerrois, achevée au XIIIe siècle. En 1163, Louis VII séjourna à Dourdan. Perdu dans la forêt, il attribua à la divine providence sa faculté d’entendre ses compagnons et décida de la création de l’abbaye Notre-Dame de l'Ouÿe, aujourd’hui sur la commune des Granges-le-Roi.
C'est en 1220 que Philippe Auguste décida de construire un nouveau château, reprenant le modèle du Louvre. De plan carré, protégé par quatre tours et un châtelet, équipé d'un donjon indépendant culminant à vingt-six mètres au-dessus de la cour. Riche, le domaine fut régulièrement offert en apanage, d’abord à Blanche de Castille puis Marguerite de Provence par Saint Louis, à Louis d’Évreux, Jean Ier de Berry, Sully, la favorite Anne de Pisseleu et enfin Anne d’Autriche. En 1228, une halle en bois fut construite pour accueillir les foires. Le caractère royal de la ville lui permit aussi de disposer d’un Hôtel-Dieu pour héberger les pèlerins. Vers 1340, il fut complété par la chapelle Saint-Jean-l’Évangéliste.
En 1314, après le scandale de la tour de Nesle, Jeanne II de Bourgogne, future reine de France fut enfermée au château.
Le château de Dourdan, propriété de Jean Ier de Berry depuis 1400, est pris par les troupes de Jean sans Peur en 1411 puis restitué en juillet 1412. Il a peut-être servi, à la même époque, de modèle pour l'illustration du folio 4 verso du livre d'heures Les Très Riches Heures du duc de Berry, représentant le mois d’avril, même si cette attribution est contestée, certains historiens de l'art y voyant plutôt le château de Pierrefonds. C’est ce même Jean de Berry qui ordonna au XVe siècle l’édification des remparts de la ville.
En 1428 au cours de la guerre de Cent Ans, la ville fut assiégée par les troupes de Richard Neville comte de Salisbury qui endommagèrent gravement l'église. En 1430, Étienne de Vignolles dit La Hire, compagnon de Jeanne d'Arc fut enfermé au château, dont il réussit à s'échapper en 1432.

### XVIesiècle
Restaurée à la fin du XVe siècle, l'église fut à nouveau saccagée comme le château lors des guerres de Religion, notamment en 1567 par les huguenots.
En 1591, aux mains des Ligueurs, le château fut défendu contre les troupes du maréchal de Biron.

### DuXVIIeauXIXesiècle, la mutation

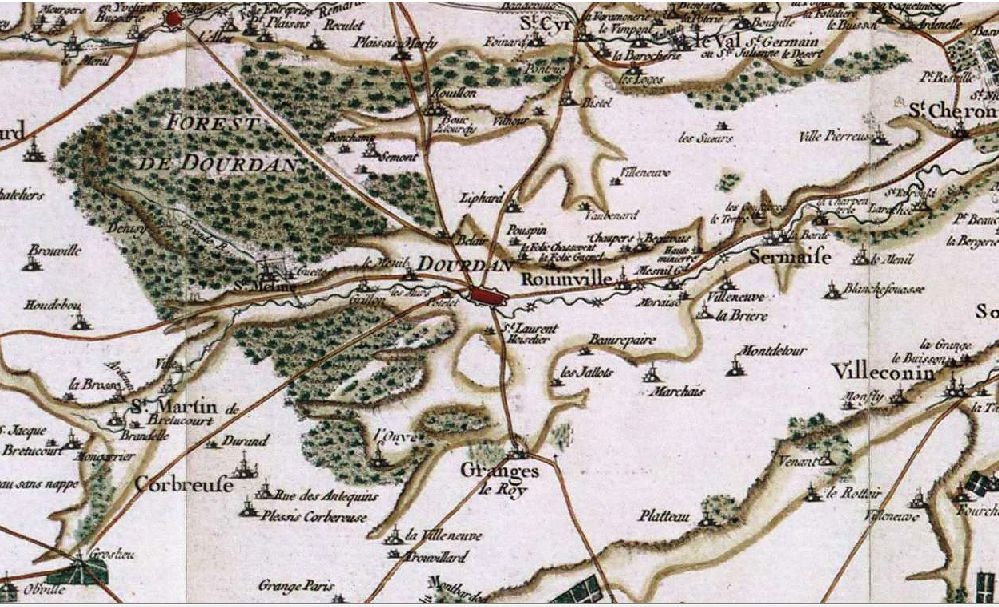
Carte de « Dourdan » selon Cassini.

En 1608, Maximilien de Béthune, duc de Sully acheta le château et le rénova pour en faire une résidence plus confortable, notamment en réunissant le donjon au reste du bâtiment. En 1641, l’église fut complétée par deux flèches asymétriques, puis en 1689 par la chapelle de la Vierge, qui augmenta sa longueur de quatorze mètres.
Au XVIIe siècle, par la volonté de son fils Louis XIII, le domaine revint à la reine Marie de Médicis. Elle en fit une résidence secondaire connue de l’époque, des demeures furent bâties telles les folies Chassement ou Guenet. L’économie se développa, au-delà de la poterie renommée depuis plusieurs siècles, l’industrie des bas de laine et de soie se mit en place, notamment grâce à la firme Poussepin, appartenant à la famille de Marie Poussepin, mère supérieure fondatrice de l’ordre des sœurs hospitalières de Sainville. Passé à la reine Anne d’Autriche, le château revint à Philippe d’Orléans qui en fit une prison royale à partir de 1672. Le marquis d'Effiat en fut alors le gouverneur.
En 1725, Michel-Jacques Lévy, conseiller du roi, fit construire le château du Parterre, racheté en 1738 par la famille de Verteillac qui y tint salon. En 1764, le chimiste Antoine Lavoisier analysa la géologie dourdannaise depuis Étampes jusqu’à Sainte-Mesme et Corbreuse. Entre 1766 et 1770, l’hôtel-Dieu fut entièrement reconstruit grâce aux dons des nouveaux bourgeois de la ville.

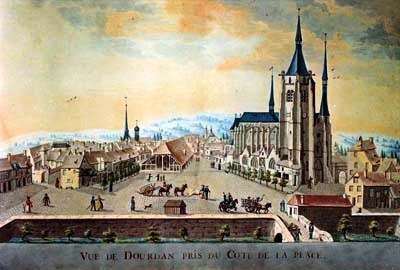
Vue du centre de Dourdan au XVIIe siècle.

### Époque contemporaine

#### Révolution française
À la Révolution, l’église fut à nouveau ravagée, fermée et transformée en « Temple de la Raison Victorieuse » puis en prison. Confisquée comme bien national, elle ne fut rendue au culte qu’en 1795. Le château, propriété du duc d'Orléans devint prison départementale. Le château du Parterre fut lui aussi livré aux révolutionnaires et devint une caserne.
Elle fut chef-lieu de district de 1790 à 1795.

#### XIXesiècle
Au début du XIXe siècle, nouvelle mutation, Dourdan accueillit une concentration importante de maisons d’édition spécialisées en architecture, à l’origine des premiers catalogues permettant aux maîtres d’ouvrage de choisir leurs futures résidences sur illustration. Devenu un district en 1790, à partir de 1800 et jusqu’en 1967, la commune était chef-lieu de deux cantons, successivement rattachés aux arrondissements d’Étampes, Rambouillet et à nouveau Étampes. Le 24 août 1806, Napoléon Ier et l’impératrice Joséphine visitèrent la commune. En 1809, puis en totalité en 1863, la mairie s’installa dans le château du Parterre. Entre 1836 et 1850 fut réalisée la halle longue de trente-huit mètres et large de quatorze. Le château acheté en 1852 par Amédée Guénée, revint en 1863 à Louis-Joseph Guyot qui le rénova.

#### XXesiècle
En 1901, la ligne Brétigny - Tours passant par la commune et permettant l’accès à la Gare de Paris-Austerlitz fut doublée, améliorant les liaisons. Puis en 1924, elle fut électrifiée.
Pendant la Première Guerre mondiale, l'école primaire supérieure devint l'Hôpital auxiliaire de l'association des Dames de France (HAADF) no 205.
Durant la période sombre de la Seconde Guerre mondiale, quatre Dourdannais s’illustrèrent par leur humanité, Marguerite et Roger Cadiou, Marthe et Charles Herbault, honorés par le titre de Juste parmi les nations.
En 1948, la côte de Liphard à Dourdan vit passer la course Bordeaux-Paris. Elle vit aussi passer le Tour de France 1965 1967 et 1991.
En 1961, le château est vendu à la ville, puis est classé monument historique en 1964.
En 1963, la commune mit en place le jumelage avec la ville allemande de Bad Wiessee.
En 1970, l’hôpital fut transféré vers les actuels locaux, plus adaptés que l’antique hôtel-Dieu.
Le 16 juin 1965, le président Charles de Gaulle visita la commune.
Le 1er janvier 1968, après le démembrement du département de Seine-et-Oise, Dourdan fut intégrée au nouveau département français de l’Essonne et abandonna son ancien code postal, le 78200.
En 1979, l’achèvement de la ligne C du RER entre les gares d’Orsay et des Invalides permit la liaison en train entre Versailles et Dourdan sans changement.
Après une vague de mise en valeur du patrimoine communal par l’obtention de classement aux monuments historiques, la commune modernisa son image avec l’adoption d’un logotype en 1991.
Plusieurs associations de jumelage furent mises en place, en 1988 avec Troungoumbé au Mali, en 1989 avec Lac-Mégantic au Québec, en 1991 avec Great Dunmow en Angleterre et en 2013 avec Montserrat en Espagne.

#### XXIesiècle
En 2004, les assises du mouvement Ni putes ni soumises se déroulèrent à Dourdan, réunissant artistes et politiques autour des fondateurs.

### Politique locale

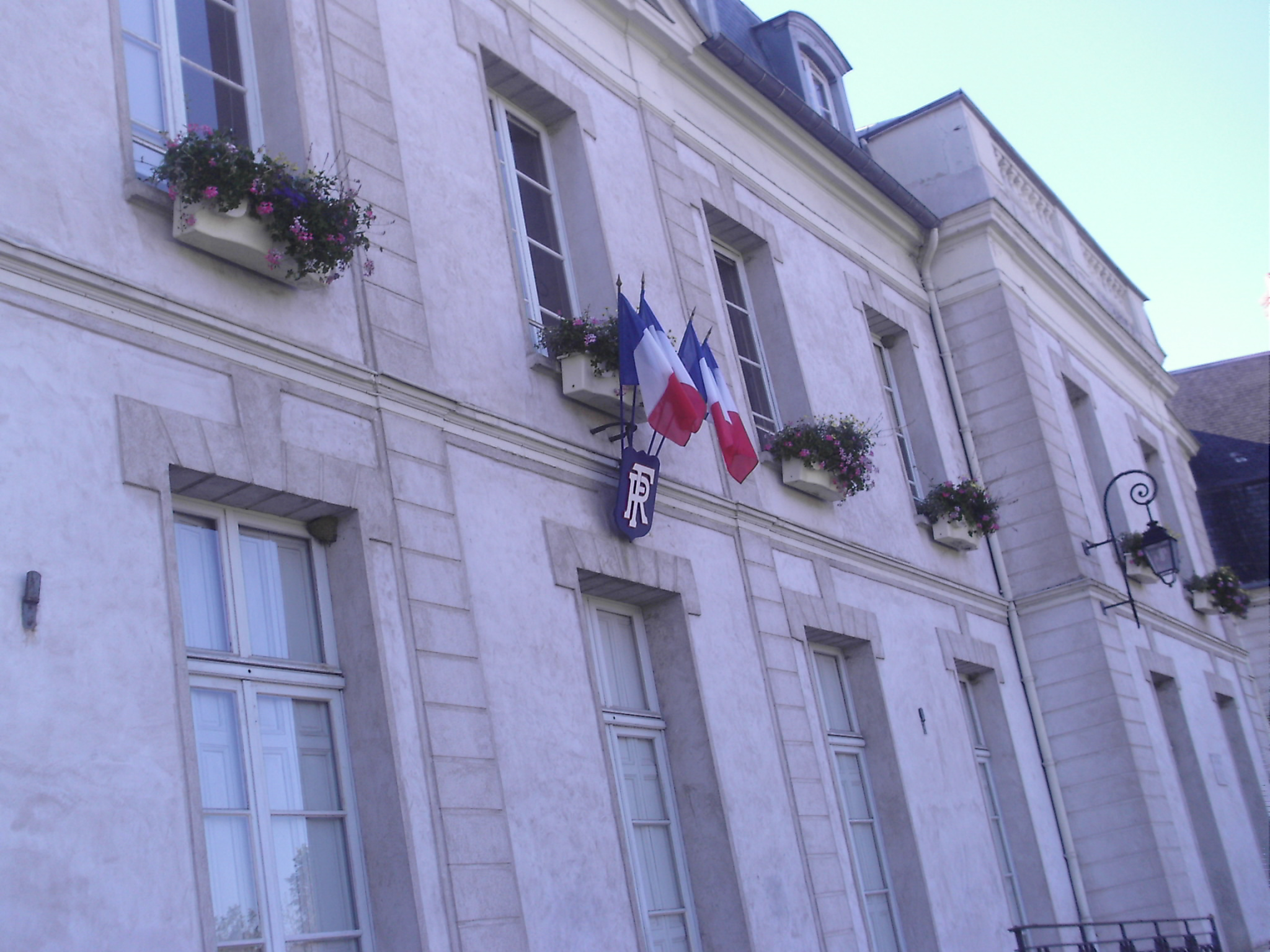
Façade ouest de l’hôtel de ville.

## Politique et administration

### Rattachements administratifs et électoraux
Rattachements administratifs
Antérieurement à la loi du 10 juillet 1964, la commune faisait partie du département de Seine-et-Oise. La réorganisation de la région parisienne en 1964 fit que la commune appartient désormais au département de l'Essonne et à son arrondissement d'Étampes après un transfert administratif effectif au 1er janvier 1968.
De 1801 à 1967, la ville était le chef-lieu des cantons de Dourdan-Nord et de Canton de Dourdan-Sud de Seine-et-Oise. Lors de la mise en place des Hauts-de-Seine, elle devient en 1967 le chef-lieu d'un unique canton de Dourdan. Dans le cadre du redécoupage cantonal de 2014 en France, cette circonscription administrative territoriale a disparu, et le canton n'est plus qu'une circonscription électorale.
Rattachements électoraux
Pour les élections départementales, la commune fait partie depuis 2014 d'un nouveau canton de Dourdan
Pour l'élection des députés, elle fait partie de la troisième circonscription de l'Essonne.

### Intercommunalité
Dourdan est le siège de la communauté de communes Le Dourdannais en Hurepoix, (CCPH) un établissement public de coopération intercommunale (EPCI) à fiscalité propre créé fin 2005 et auquel la commune a transféré un certain nombre de ses compétences, dans les conditions déterminées par le code général des collectivités territoriales.

### Tendances et résultats politiques
Dourdan se caractérise politiquement par une certaine ambivalence. La ville, qui a longtemps été à droite, a été administrée par Yves Tavernier, maire socialiste de 1983 à 2008. Sa succession a donné lieu à une lutte entre anciens adjoints, provoquant la victoire de la droite au cours d’une triangulaire au deuxième tour des municipales de mars 2008, Olivier Legois (PR) obtenant la majorité au conseil municipal avec seulement 39,94 % des voix alors que 60,06 % des électeurs avaient voté à gauche, répartissant les voix en 30,09 % pour Pierre Fayemi (DVG) et 29,97 % pour Brigitte Zins (PS) de l’équipe sortante.
De même, les élections cantonales et régionales étaient remportées régulièrement par la gauche, mais en 2004, le rapport de force s’est rééquilibré avec, sur Dourdan, une courte avance de Brigitte Zins (PS), qui perd toutefois l'élection cantonale au profit de l'UMP.
Lors des échéances nationales législatives et présidentielles, les électeurs dourdannais ont souvent accordé une certaine avance aux candidats de droite : 51 % pour Geneviève Colot (UMP) aussi bien contre Yves Tavernier (PS) que contre Brigitte Zins (PS) mais 58% pour Michel Pouzol en 2012 ; près de 53 % en faveur de Nicolas Sarkozy (UMP) en 2007 mais le score est inversé en faveur de François Hollande en 2012. Le référendum de 2005 relatif à la Constitution pour l’Europe et son résultat très serré (50,43 % pour le Non) permet de confirmer cette tendance à partager le vote. Les résultats des élections européennes de 2009 se situent dans la droite ligne de ceux de l’Essonne, avec une nette avance de l’UMP et de Europe Écologie par rapport aux autres listes. De même en 2012, Dourdan place le Front National en tête avec des scores comparables à ceux du département.
Élections présidentielles
Résultats des deuxièmes tours :
- Élection présidentielle de 2002 : 84,78 % pour Jacques Chirac (RPR), 15,22 % pour Jean-Marie Le Pen (FN), 82,14 % de participation[49].
- Élection présidentielle de 2007 : 52,92 % pour Nicolas Sarkozy (UMP), 47,08 % pour Ségolène Royal (PS), 87,48 % de participation[50].
- Élection présidentielle de 2012 : 53,35 % pour François Hollande (PS), 46,65 % pour Nicolas Sarkozy (UMP), 81,26 % de participation[51].
- Élection présidentielle de 2017 : 71,87 % pour Emmanuel Macron (LREM), 28,13 % pour Marine Le Pen (RN), 77,37 % de participation[52].
- Élection présidentielle de 2022 : 63,37 % pour Emmanuel Macron (RE), 36,63 % pour Marine Le Pen (RN), 70,75 % de participation[53].

Élections législatives
Résultats des deuxièmes tours :
- Élections législatives de 2002 : 51,20 % pour Geneviève Colot (UMP), 48,80 % pour Yves Tavernier (PS), 67,14 % de participation[54].
- Élections législatives de 2007 : 51,18 % pour Geneviève Colot (UMP), 48,82 % pour Brigitte Zins (PS), 61,46 % de participation[55].
- Élections législatives de 2012 : 58,09 % pour Michel Pouzol (PS), 41,91 % pour Geneviève Colot (UMP), 56,75 % de participation[56].
- Élections législatives de 2017 : 55,13 % pour Laëtitia Romeiro Dias (LREM), 44,87 % pour Virginie Araujo (LFI), 45,61 % de participation.
- Élections législatives de 2022 : 50,99 % pour Alexis Izard (RE) 49,01 % pour Steevy Gustave (EELV), 49,01 % de participation[57].

Élections européennes
Résultats des deux meilleurs scores :
- Élections européennes de 2004 : 27,96 % pour Harlem Désir (PS), 16,24 % pour Patrick Gaubert (UMP), 45,20 % de participation[58].
- Élections européennes de 2009 : 28,94 % pour Michel Barnier (UMP), 19,21 % pour Daniel Cohn-Bendit (Europe Écologie), 44,18 % de participation[59].
- Élections européennes de 2014 : 20,82 % pour Aymeric Chauprade (FN), 18,49 % pour Alain Lamassoure (UMP), 45,56 % de participation[60].
- Élections européennes de 2019 : 23,91 % pour Nathalie Loiseau (RE), 17,56 % pour Jordan Bardella (RN), 51,25 % de participation[61].
- Élections européennes de 2024 : pour 23,99 % Jordan Bardella (RN), 18, 42 % pour Valérie Hayer (RE), 50,97 % de participation[62]

Élections régionales
Résultats des deux meilleurs scores :
- Élections régionales de 2004 : 51,47 % pour Jean-Paul Huchon (PS), 37,94 % pour Jean-François Copé (UMP), 67,06 % de participation[63].
- Élections régionales de 2010 : 60,19 % pour Jean-Paul Huchon (PS), 39,81 % pour Valérie Pécresse (UMP), 48,42 % de participation[64].
- Élections régionales de 2021 : 46,07 pour Valérie Pécresse (SL)32,12 % pour Julien Bayou (EELV), 36,73 % de participation[65].

Élections cantonales et départementales
Résultats des deuxièmes tours :
- Élections cantonales de 2004 : 51,92 % pour Brigitte Zins (PS), 48,08 % pour Dominique Écharoux (UMP), 67,65 % de participation[66].
- Élections cantonales de 2011 : 54,01 % pour Maryvonne Boquet (PS), 45,99 % pour Dominique Écharoux (UMP), 44,19 % de participation[67].

Élections municipales
Résultats des deuxièmes tours :
- Élections municipales de 2001 : 47,55 % pour Yves Tavernier (PS), 39,24 % pour Jean-Marc Tyberg (UDF), 69,95 % de participation[68].
- Élections municipales de 2008 : 39,94 % pour Olivier Legois (PR), 30,09 % pour Pierre Fayemi (DVG), 69,20 % de participation[69].
- Élections municipales de 2014 : 47,06 % pour Maryvone Boquet (PS), 40,76 pour Bernard Chaumeil (UDI), 12,16 % pour Marc Macan (MoDem)  61,34 % de participation[70].
- Élections municipales de 2020 : 44,36 % pour Paolo De Carvalho (LREM), 39,73 % pour Maryvone Boquet (PS), 15,89 % pour Fabrice Baron (UDI), 47,65 % de participation[71].

Référendums
- Référendum de 2000 relatif au quinquennat présidentiel : 70,52 % pour le Oui, 29,48 % pour le Non, 34,02 % de participation[72].
- Référendum de 2005 relatif au traité établissant une Constitution pour l’Europe : 50,43 % pour le Non, 49,57 % pour le Oui, 71,92 % de participation[73].

### Jumelages
| Dourdan Bad Wiessee Great Dunmow Lac-Mégantic Troungoumbé |

Dourdan a développé des associations de jumelage avec :
- Bad Wiessee (Allemagne) depuis 1963, située à 942 kilomètres[81] ;
- Great Dunmow (Royaume-Uni) depuis 1991, située à 390 kilomètres[82] ;
- Lac-Mégantic (Québec) depuis 1989, située à 5 323 kilomètres[83] ;
- Montserrat (Communauté valencienne) (Espagne) depuis 2013[84] à 1 040 kilomètres ;
- Troungoumbé (Mali) depuis 1988[84] à 3 902 kilomètres.

## Population et société

### Démographie

#### Évolution démographique
L'évolution du nombre d'habitants est connue à travers les recensements de la population effectués dans la commune depuis 1793. Pour les communes de plus de 10 000 habitants les recensements ont lieu chaque année à la suite d'une enquête par sondage auprès d'un échantillon d'adresses représentant 8 % de leurs logements, contrairement aux autres communes qui ont un recensement réel tous les cinq ans,.

En 2022, la commune comptait 11 068 habitants, en évolution de +3,42 % par rapport à 2016 (Essonne : +2,89 %, France hors Mayotte : +2,11 %).
| 1793  | 1800  | 1806  | 1821  | 1831  | 1836  | 1841  | 1846  | 1851  |
| ----- | ----- | ----- | ----- | ----- | ----- | ----- | ----- | ----- |
| 2 800 | 2 957 | 3 120 | 2 547 | 2 555 | 2 546 | 2 635 | 2 583 | 2 508 |

| 1856  | 1861  | 1866  | 1872  | 1876  | 1881  | 1886  | 1891  | 1896  |
| ----- | ----- | ----- | ----- | ----- | ----- | ----- | ----- | ----- |
| 2 539 | 2 676 | 2 914 | 2 914 | 2 949 | 3 053 | 3 193 | 3 108 | 3 211 |

| 1901  | 1906  | 1911  | 1921  | 1926  | 1931  | 1936  | 1946  | 1954  |
| ----- | ----- | ----- | ----- | ----- | ----- | ----- | ----- | ----- |
| 3 184 | 3 207 | 3 313 | 3 257 | 3 277 | 3 299 | 3 198 | 3 588 | 3 672 |

| 1962  | 1968  | 1975  | 1982  | 1990  | 1999  | 2005  | 2006  | 2011   |
| ----- | ----- | ----- | ----- | ----- | ----- | ----- | ----- | ------ |
| 4 293 | 5 378 | 7 441 | 8 057 | 9 043 | 9 555 | 9 590 | 9 518 | 10 036 |

| 2016   | 2021   | 2022   | - | - | - | - | - | - |
| ------ | ------ | ------ | - | - | - | - | - | - |
| 10 702 | 11 279 | 11 068 | - | - | - | - | - | - |

Dourdan connaît l’évolution démographique d’une ville importante avec une progression douce et relativement constante. Partant de 2 800 habitants lors du premier recensement de 1793, la commune atteignait 3 120 en 1806 mais seulement 2 547 en 1821 ce qui traduit un accident démographique dont on ne connaît pas la cause. Suit une évolution chaotique pour ne dépasser les trois mille habitants que soixante ans plus tard. La commune n’atteignait que 3 184 habitants en 1901, 3 257 au sortir de la Première Guerre mondiale. Au total, cent vingt-trois personnes moururent lors des combats des première et deuxième guerres mondiales. L’accroissement rapide commença à partir du début des années 1960, doublant entre 1962 et 1990, pour atteindre 9 518 Dourdannais comptabilisés par le recensement de 2006. En 1999, 6,9 % des Dourdannais étaient étrangers, 14,4 % des foyers étaient composés de familles monoparentales. Parmi cette population d’étrangers, 2,3 % sont originaires du Portugal, 0,8 % de Turquie, 0,6 % d’Algérie, 0,4 % du Maroc, 0,2 % d’Italie et 0,1 % d’Espagne et de Tunisie.

#### Pyramide des âges
En 2018, le taux de personnes d'un âge inférieur à 30 ans s'élève à 37,2 %, soit en dessous de la moyenne départementale (39,9 %). À l'inverse, le taux de personnes d'âge supérieur à 60 ans est de 24,5 % la même année, alors qu'il est de 20,1 % au niveau départemental.
En 2018, la commune comptait 4 892 hommes pour 5 667 femmes, soit un taux de 53,67 % de femmes, largement supérieur au taux départemental (51,02 %).
Les pyramides des âges de la commune et du département s'établissent comme suit.
| Hommes | Classe d’âge | Femmes |
| ------ | ------------ | ------ |
| 0,6    | 90 ou +      | 2,4    |
| 6,5    | 75-89 ans    | 9,4    |
| 14,4   | 60-74 ans    | 15,4   |
| 20,5   | 45-59 ans    | 20,3   |
| 17,5   | 30-44 ans    | 18,0   |
| 18,6   | 15-29 ans    | 16,8   |
| 21,9   | 0-14 ans     | 17,7   |

| Hommes | Classe d’âge | Femmes |
| ------ | ------------ | ------ |
| 0,5    | 90 ou +      | 1,4    |
| 5,4    | 75-89 ans    | 7,2    |
| 12,9   | 60-74 ans    | 13,9   |
| 20     | 45-59 ans    | 19,4   |
| 19,9   | 30-44 ans    | 20,1   |
| 20     | 15-29 ans    | 18,2   |
| 21,3   | 0-14 ans     | 19,8   |

### Enseignement

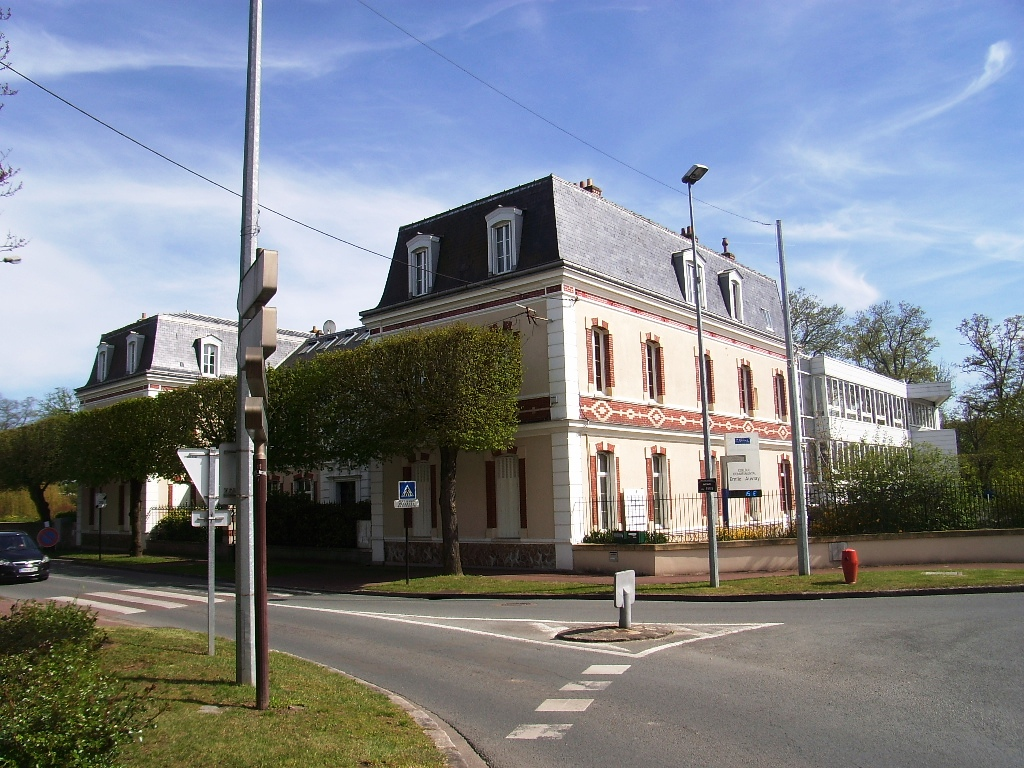
Le collège Émile-Auvray.

Les établissements scolaires de Dourdan sont rattachés à l’académie de Versailles. La commune dispose sur son territoire de l’école maternelle du Boulevard des Alliés, de l'école élémentaire Georges-Leplâtre, des écoles primaires Jean-François Regnard et Charles Péguy, des collèges Émile-Auvray et Condorcet, du lycée général, technologique et professionnel Nikola Tesla, à la suite de la fusion des lycées Francisque Sarcey et Alfred Kastler en 2017.
S’ajoutent deux établissements privés catholiques rattachés au diocèse, l’école Notre-Dame et le collège Jeanne-d’Arc réunis au sein de l’Institut Saint-Paul.
Un réseau communal d’aide et de soutien scolaire est mis en place, des garderies et études surveillées accueillent les enfants. Un réseau de crèches familiales composé d’assistantes maternelles accueille les jeunes enfants. Le centre de loisirs le château de la Garenne accueille les enfants dourdannais et des communes alentour.

### Santé
Dourdan dispose d’un centre hospitalier totalisant plus de trois cent lits en court et moyen séjour, équipé de services de médecine générale, gynécologie-obstétrique, chirurgie, pédiatrie et imagerie médicale. Il est complété par une maison de retraite médicalisée en centre-ville de quatre-vingt-dix lits. Bien que l’hôpital dispose d’un service d’urgences, c’est le SMUR d’Étampes qui traite le transport médicalisé des patients. Un centre de la protection maternelle et infantile, un centre de planification familiale et une agence postale sont implantés dans la commune.
Cinquante-trois médecins, huit chirurgiens-dentistes exercent sur la commune. Cinq pharmacies distribuent les remèdes.

### Services publics
La sécurité de la commune et des environs est assurée par une caserne de gendarmerie et un centre de secours et incendie. La commune accueille aussi un centre du Trésor public. Deux offices notariaux, deux huissiers de justice et deux avocats sont implantés sur la commune. Elle dépend des tribunaux d’instance et de prud’hommes d’Étampes et des tribunaux de grande instance et de commerce d’Évry, tous attachés à la cour d'appel de Paris.

### Culture
La commune dispose pour les manifestations culturelles du centre culturel René-Cassin. Le cinéma Le Parterre réserve une part importante des séances aux films d’Art et Essai. Un espace multimédia promeut les nouvelles technologies.
Une bibliothèque municipale permet l’accès à la lecture et accueille diverses expositions littéraires. Le conservatoire de musique et de danse est installé sur la commune pour l’enseignement artistique.
Le château accueille le musée municipal labellisé Musée de France qui participe chaque année aux Journées du patrimoine. L’office de tourisme organise lui aussi des expositions culturelles et des visites sur la commune et le pays environnant.
En octobre 2008 la commune a accueilli la session annuelle de la société mycologique de France, qui regroupe les meilleurs spécialistes du monde fongique, ainsi que de simples amateurs, tous membres de la SMF.

### Sports
Entre 1902 et 1906 se disputèrent le kilomètre et le mille de Dourdan, sur deux et quatre roues, pour une compétition pionnière annuelle de sprint automobile.
Chef-lieu de canton et siège de l'intercommunalité, Dourdan dispose d’infrastructures sportives importantes, dont les gymnases Michel-Audiard, Lino-Ventura et Nicolas-Billiault, les stades Maurice-Gallais et du Potelet, un skatepark et le centre aquatique Hudolia. Une école d’équitation est implantée sur la commune.
La commune accueille chaque année un championnat d'escrime. Elle accueille également tous les ans un tournoi de Touch rugby, par son club les « Hornets de Dourdan ».
Une cinquantaine d'associations agissent pour la pratique et la promotion du sport sur la commune. La côte de Liphard a été longtemps réputée difficile lorsqu’elle était empruntée par le Tour de France (1965 et 1967) ou la course Bordeaux-Paris (1948).

### Lieux de culte

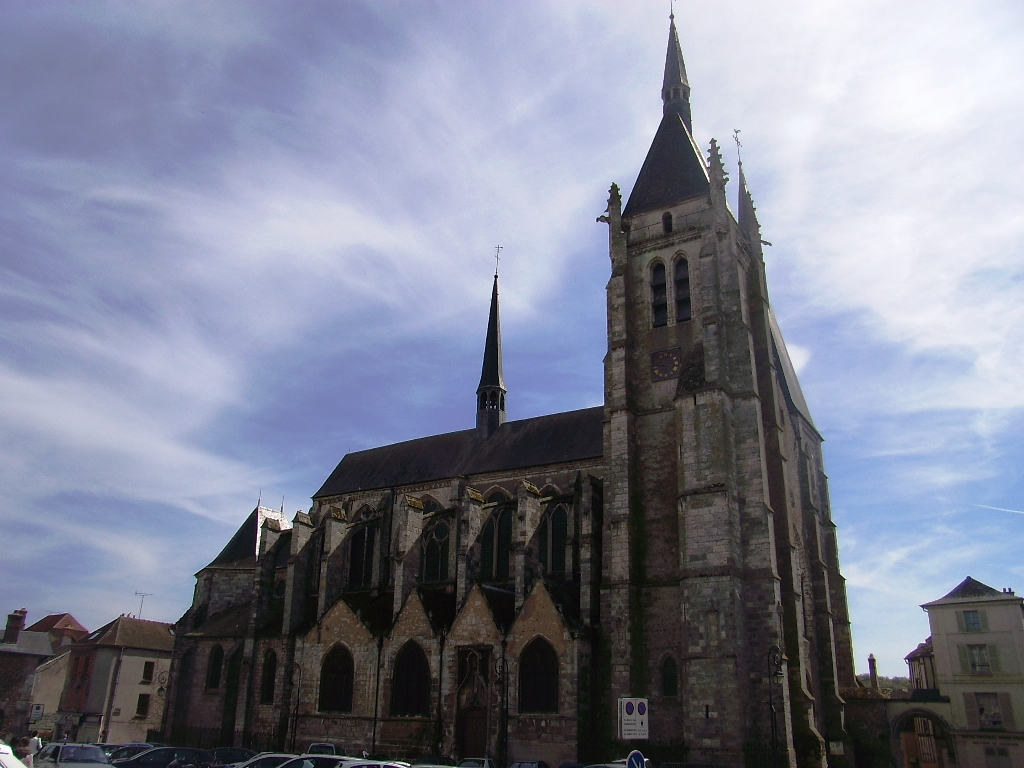
L’église Saint-Germain-d’Auxerre.

La paroisse catholique de Dourdan dépend du diocèse d'Évry-Corbeil-Essonnes et du doyenné de Dourdan. L’église est consacrée à Germain d'Auxerre, construite sur le modèle de la cathédrale de Chartres. L’hôtel-Dieu disposait de la chapelle Saint-Jean-l’Évangéliste, aujourd’hui désaffectée.
Les autres confessions religieuses ne disposent pas de lieux de culte sur la commune.

### Médias
La radio Évasion FM dispose d’une fréquence à partir de la commune. L’édition Val de Juine - Ouest Essonne du Républicain relate les informations du Pays dourdannais. La commune est enfin située dans le bassin d’émission de France 3 Paris Île-de-France Centre, IDF1 et Télif.

## Économie

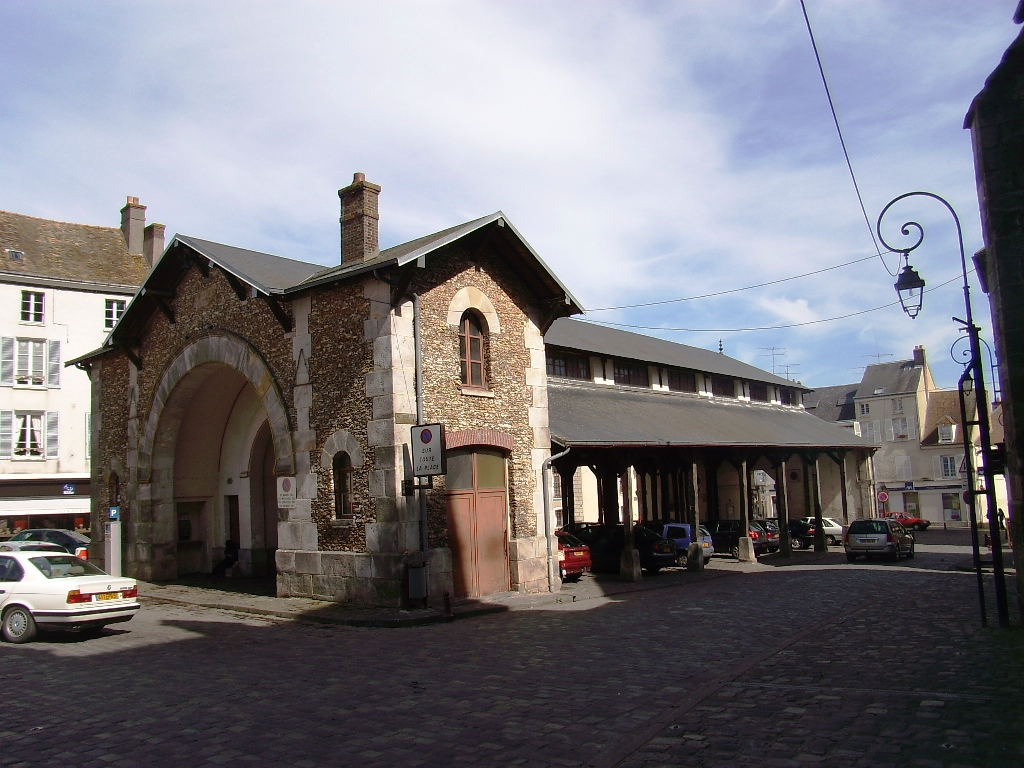
La halle du marché.

Capitale du Dourdannais et du Hurepoix, la commune a longtemps été un lieu important d’échanges commerciaux avec des foires fréquentées. Aujourd’hui intégrée à l'agglomération parisienne, simple chef-lieu de canton, elle n’est plus que la principale commune de l’ouest essonnien, entre Étampes et Rambouillet sans pouvoir revendiquer une importance économique remarquable. Reliée à la capitale par l'autoroute A10 et la ligne C du RER, elle tend aussi à devenir une des nombreuses cités dortoirs de banlieue.
Quatre zones industrielles accueillent près de deux cents entreprises, Vaubesnard au nord, la Belette à l’ouest, la Gaudrée et les Jalots à l’est. En 2004, 47 entreprises se sont créées sur la commune. Le bassin d'emploi de Dourdan défini par l’Insee regroupe quarante-quatre communes. Le centre hospitalier emploie 582 personnes, il est ainsi le premier employeur de la ville. Trois exploitations agricoles sont encore en activité sur la commune, employant vingt-huit personnes.
Un marché se tient sous la halle les mercredis et samedis matin.

### Emplois, revenus et niveau de vie
En 1999, 4 120 Dourdannais exerçaient une activité professionnelle rémunérée, dont 45,8 % sur la commune, appartenant pour 28,5 % d’entre eux à la catégorie socioprofessionnelle d’employé et 25 % d’ouvriers et professions intermédiaires. Toutefois, cette même année 9,6 % de la population active était au chômage, chiffre accru à 11,1 % en 2005. En 2005 toujours, le revenu moyen des ménages dourdannais s’élevait à 18 442 euros, mais 38,9 % de ces ménages n’étaient pas imposables, traduisant certaines inégalités sur la commune. Le revenu fiscal médian par ménage était en 2006 de 18 551 euros, ce qui plaçait Dourdan au 5 973e rang parmi les 30 687 communes de plus de cinquante ménages en métropole et au cent soixante-quatorzième rang départemental.
| Répartition des emplois par catégorie socioprofessionnelle en 2006. |              |                                           |                                                   |                            |                          |                           |
|                                                                     | Agriculteurs | Artisans, commerçants, chefs d’entreprise | Cadres et professions intellectuelles supérieures | Professions intermédiaires | Employés                 | Ouvriers                  |
| Dourdan                                                             | 0,2 %        | 5,2 %                                     | 16,4 %                                            | 27,9 %                     | 27,1 %                   | 23,1 %                    |
| Zone d’emploi de Dourdan                                            | 0,7 %        | 6,0 %                                     | 18,9 %                                            | 28,5 %                     | 26,3 %                   | 19,6 %                    |
| Moyenne nationale                                                   | 2,2 %        | 6,0 %                                     | 15,4 %                                            | 24,6 %                     | 28,7 %                   | 23,2 %                    |
| Répartition des emplois par secteur d'activité en 2006.             |              |                                           |                                                   |                            |                          |                           |
|                                                                     | Agriculture  | Industrie                                 | Construction                                      | Commerce                   | Services aux entreprises | Services aux particuliers |
| Dourdan                                                             | 1,0 %        | 14,1 %                                    | 7,4 %                                             | 15,6 %                     | 10,9 %                   | 5,4 %                     |
| Zone d’emploi de Dourdan                                            | 1,7 %        | 10,4 %                                    | 7,5 %                                             | 11,8 %                     | 21,6 %                   | 6,9 %                     |
| Moyenne nationale                                                   | 3,5 %        | 15,2 %                                    | 6,4 %                                             | 13,3 %                     | 13,3 %                   | 7,6 %                     |
| Sources : Insee                                                     |              |                                           |                                                   |                            |                          |                           |

### Tourisme
La commune a mis en place un office de tourisme pour promouvoir les infrastructures et sites de la commune. Outre le château et le musée, le patrimoine architectural, la forêt de Dourdan et la vallée de l'Orge offrent des lieux de visites remarquables.
Le site d’hébergement Belambra Clubs « Le Normont » de 134 chambres est installé au sud de la commune, il est complété par un hôtel, Best Western Blanche de Castille classé trois étoiles et un camping de cent vingt emplacements.

## Culture locale et patrimoine

### Patrimoine environnemental

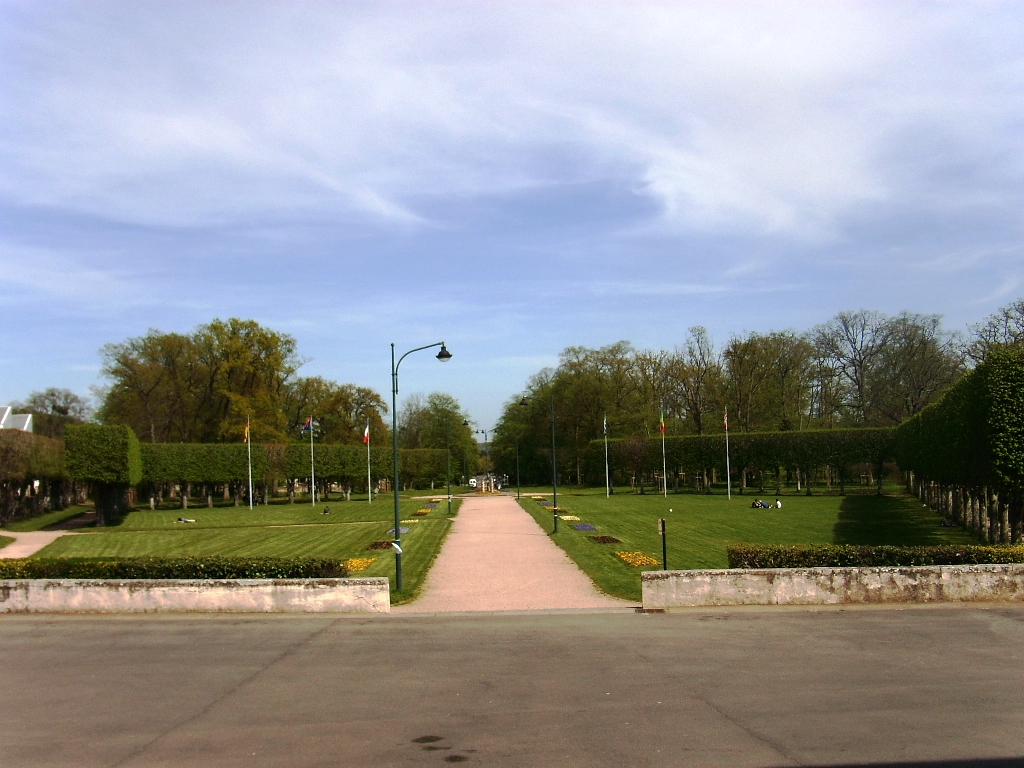
Le parc François-Mitterrand.

Dourdan bénéficie d’un cadre naturel préservé, mêlant espace agricole et la vaste forêt de Dourdan, ancienne forêt de chasse royale devenue domaniale en 1870. Sur une superficie de 1 683 hectares dont 1 628 sur le territoire communal séparés par la vallée de l’Orge, elle est divisée en forêt de Saint-Arnoult au nord et forêt de l’Ouÿe au sud. Elle est essentiellement plantée de chênes, complétés de châtaigniers, hêtres, charmes, bouleaux et pins. Au sud de la forêt se trouve un chêne âgé de 500 ans, appelé « chêne des Six Frères », composé de six troncs sur une même cépée. Les berges de l’Orge et la forêt communale ont été recensés au titre des espaces naturels sensibles par le conseil général de l'Essonne.
Deux parcs importants sont implantés sur la commune, le parc municipal Lejars-Rouillon et le parterre François-Mitterrand face à l’hôtel de ville, vestige du parc du château du Parterre, parfois attribué à tort à André Le Nôtre. La commune est ainsi récompensée par trois fleurs au concours des villes et villages fleuris.
Le sentier de grande randonnée GR 1, dit « Tour de Paris » passe par la commune ainsi que le sentier de grande randonnée de Pays du Hurepoix, qui relie la vallée de la Bièvre, à celle de l’Essonne, via l’Yvette, l’Orge, et la Juine.

### Patrimoine architectural

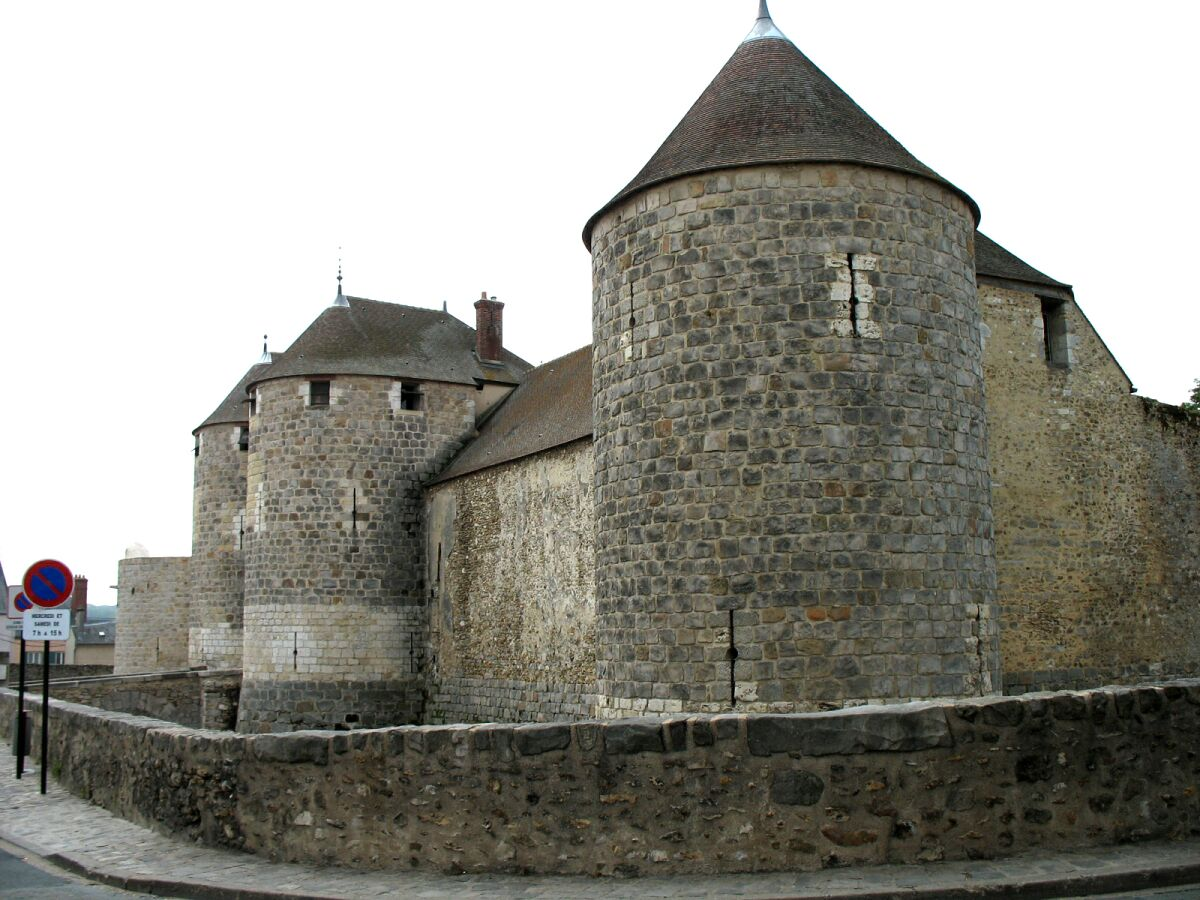
Le château de Dourdan.
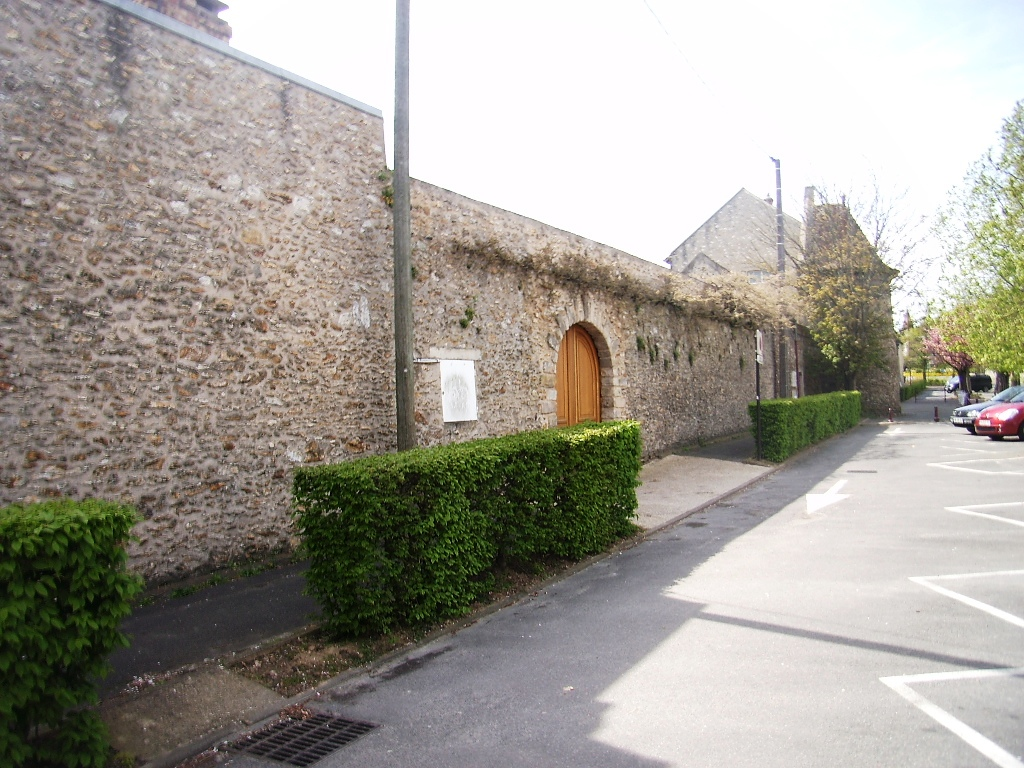
Remparts de la ville boulevard des Alliés.
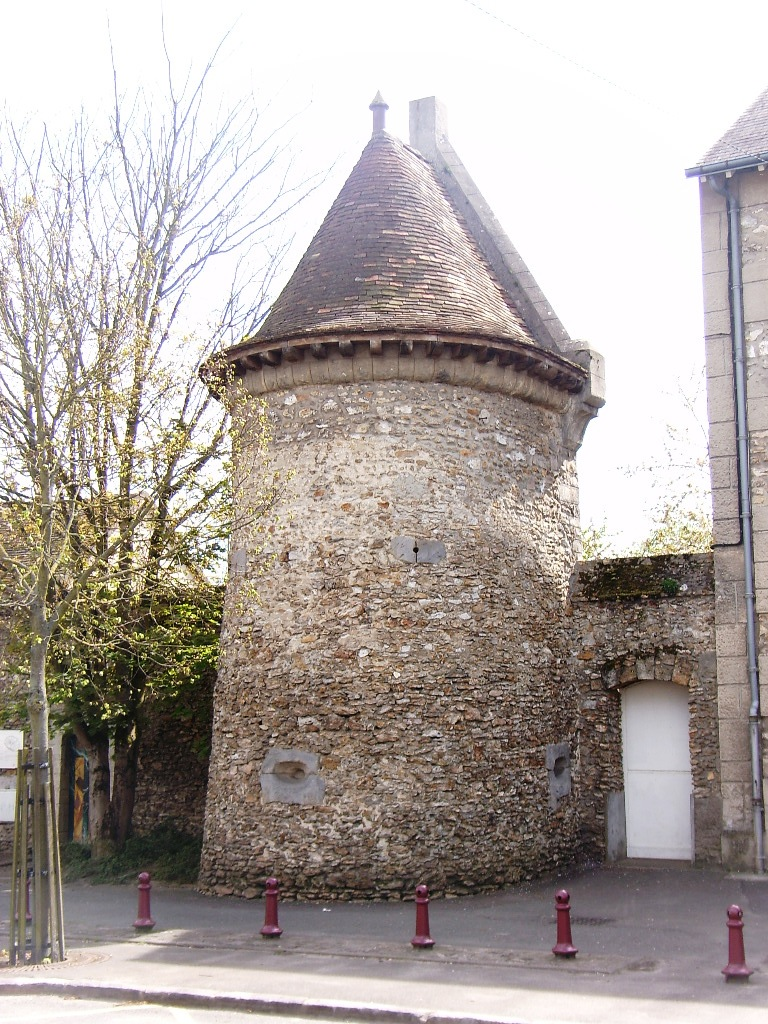
Ancienne tour de défense de la ville.
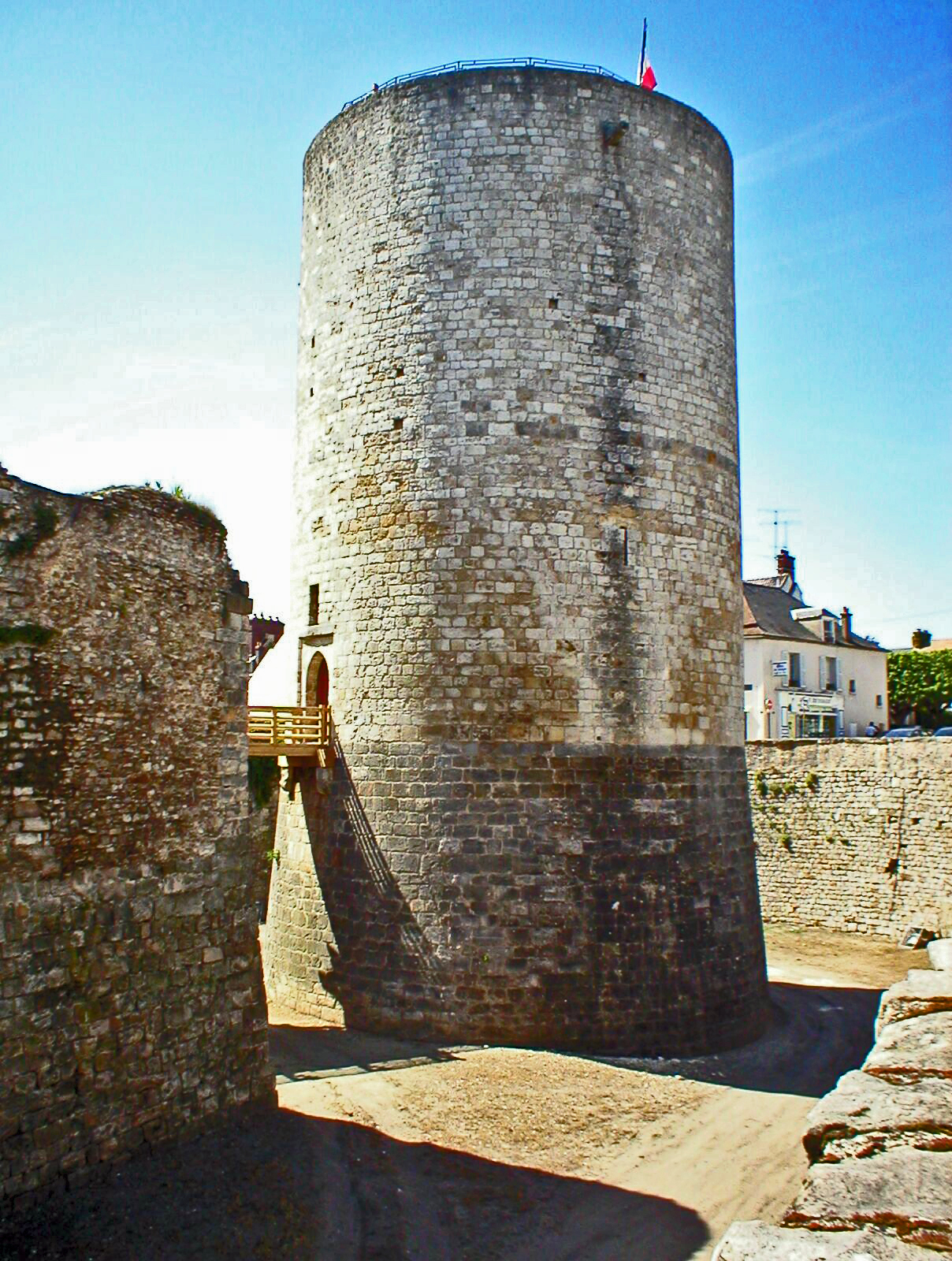
Donjon du château.
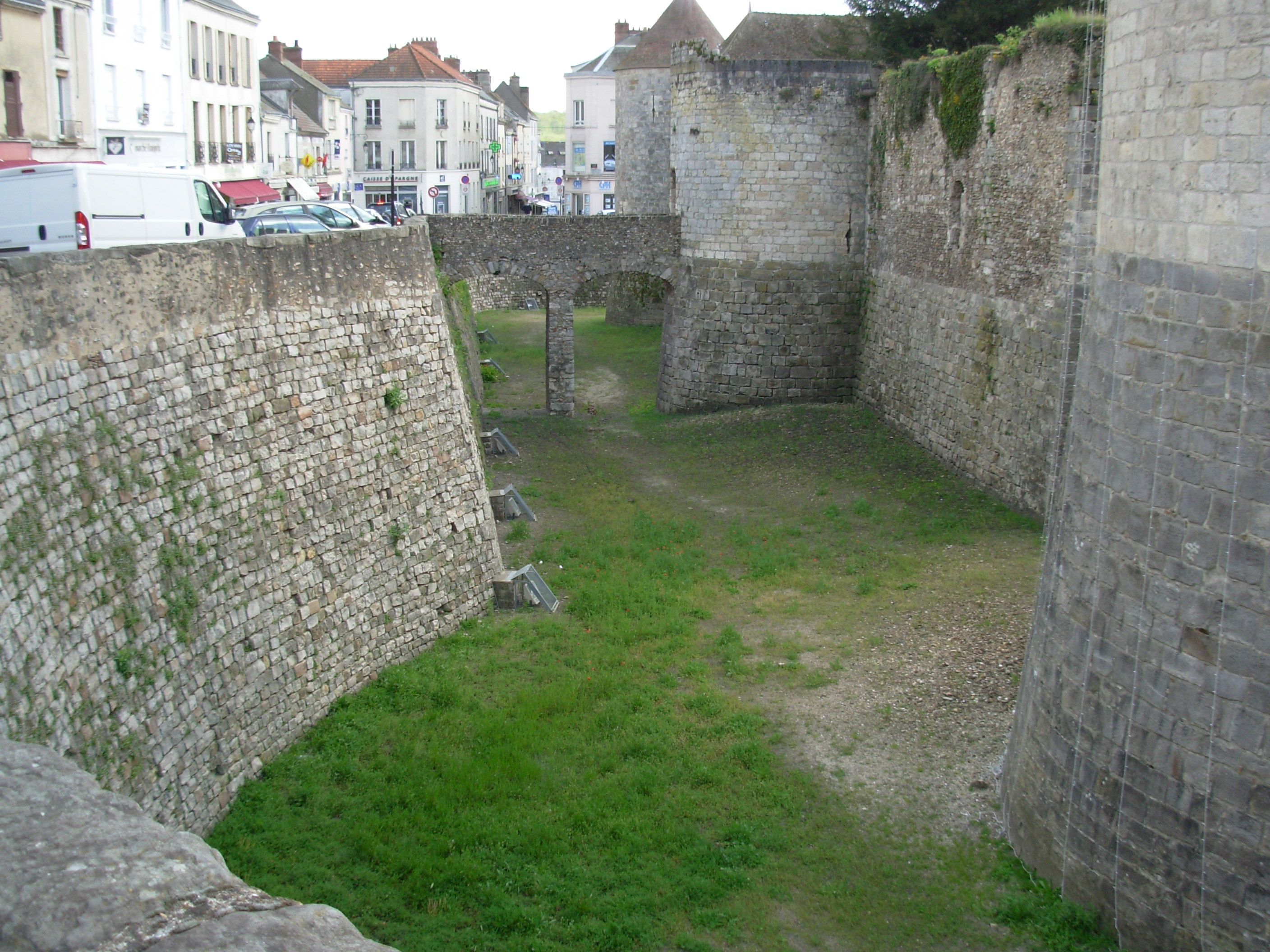
Le fossé du château, rue de Chartres.

Le patrimoine architectural de Dourdan est riche et a bénéficié au cours des derniers siècles de restaurations importantes garantissant aujourd’hui sa qualité.
En premier lieu, le château de Dourdan, construit au XIIIe siècle à la demande de Philippe-Auguste, suivant le modèle réduit du Louvre médiéval, un plan carré à quatre tours d’angles, un châtelet protégeant l’accès et un donjon caractéristique de l’époque par son fossé propre. Restauré à partir de 1864 par Joseph Guyot (érudit et historien, 1836-1924), il est vendu à la commune en viager en 1961 puis est classé monument historique en 1964.
Le Moyen Âge a aussi laissé à la commune les remparts de la ville, à l’origine longs de 1 700 mètres et défendus par vingt-quatre tours, quatre portes (de Paris, Chartres, Étampes et du Puits des champs) et trois fausses portes (Grouteau, Croix-Ferras et Petit-Huis). Aujourd’hui ne subsistent que des parties au nord, à l’ouest et à l'est de la commune, deux tours sur le boulevard des Alliés, une tour sur la sente Laubier et la tour du Petit-Huis rue de l’Étang.

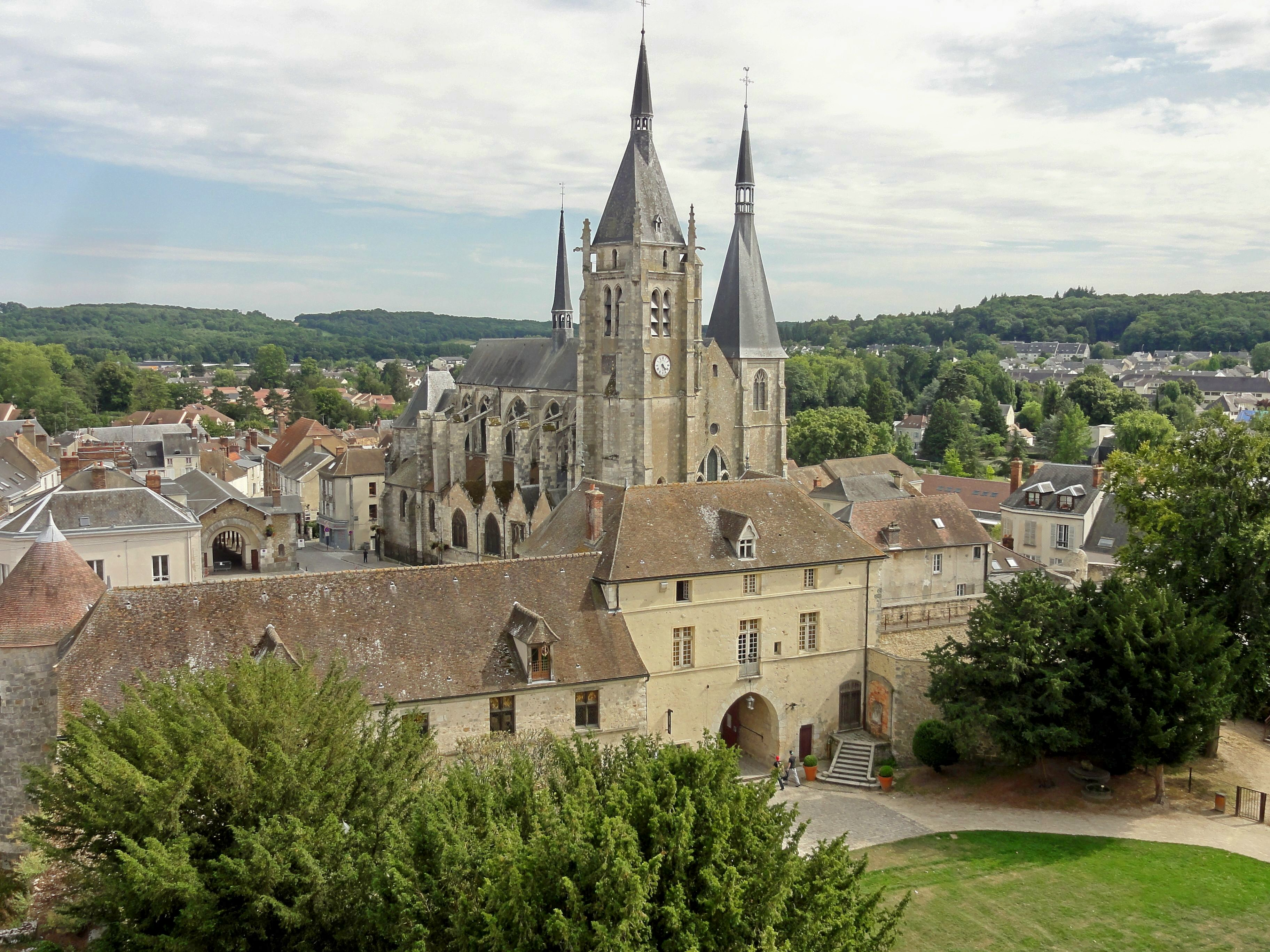
L’église et enceinte du château de Dourdan vues du donjon.
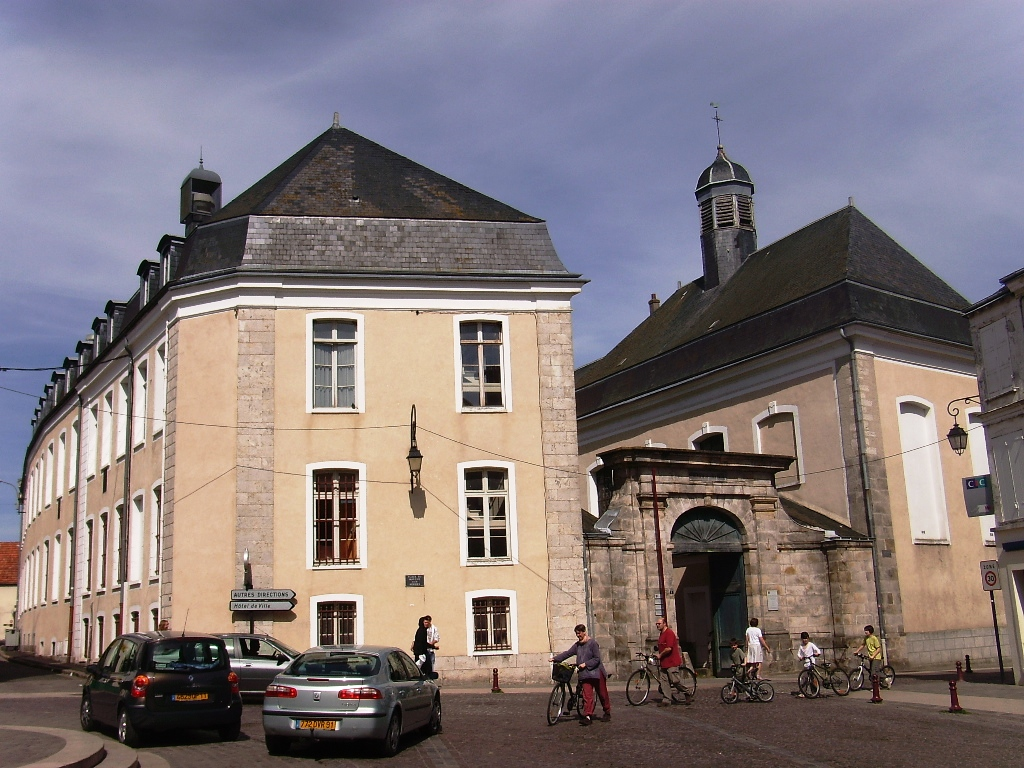
L’Hôtel-Dieu de la ville.
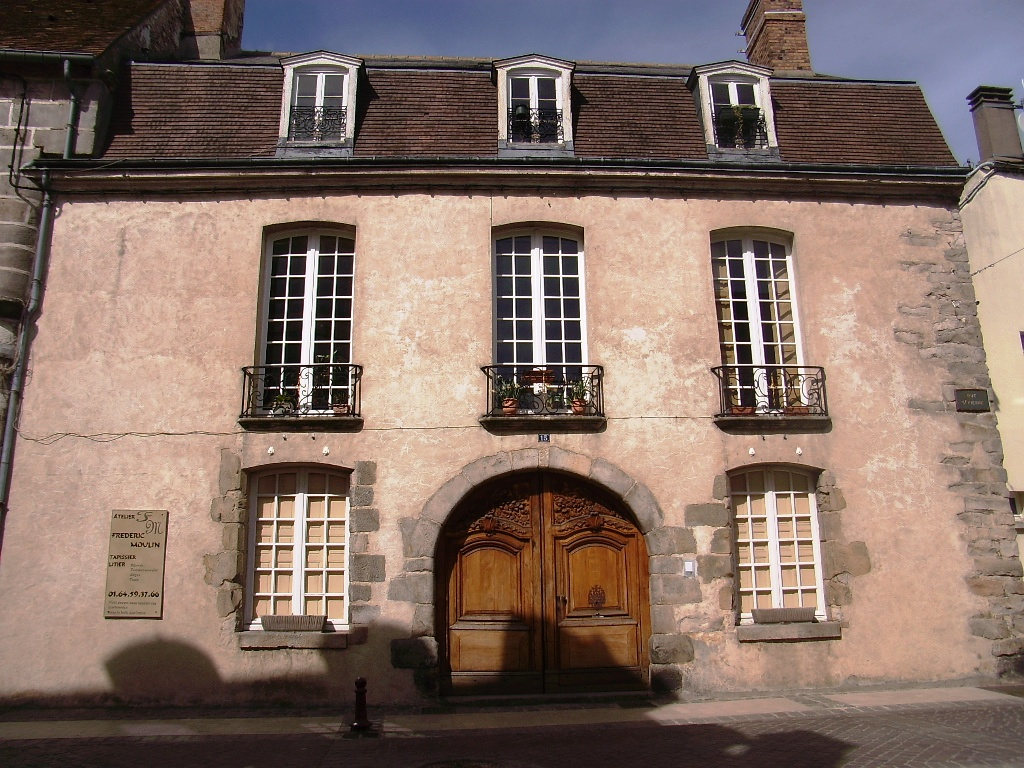
Immeuble du 15 rue Saint-Pierre.
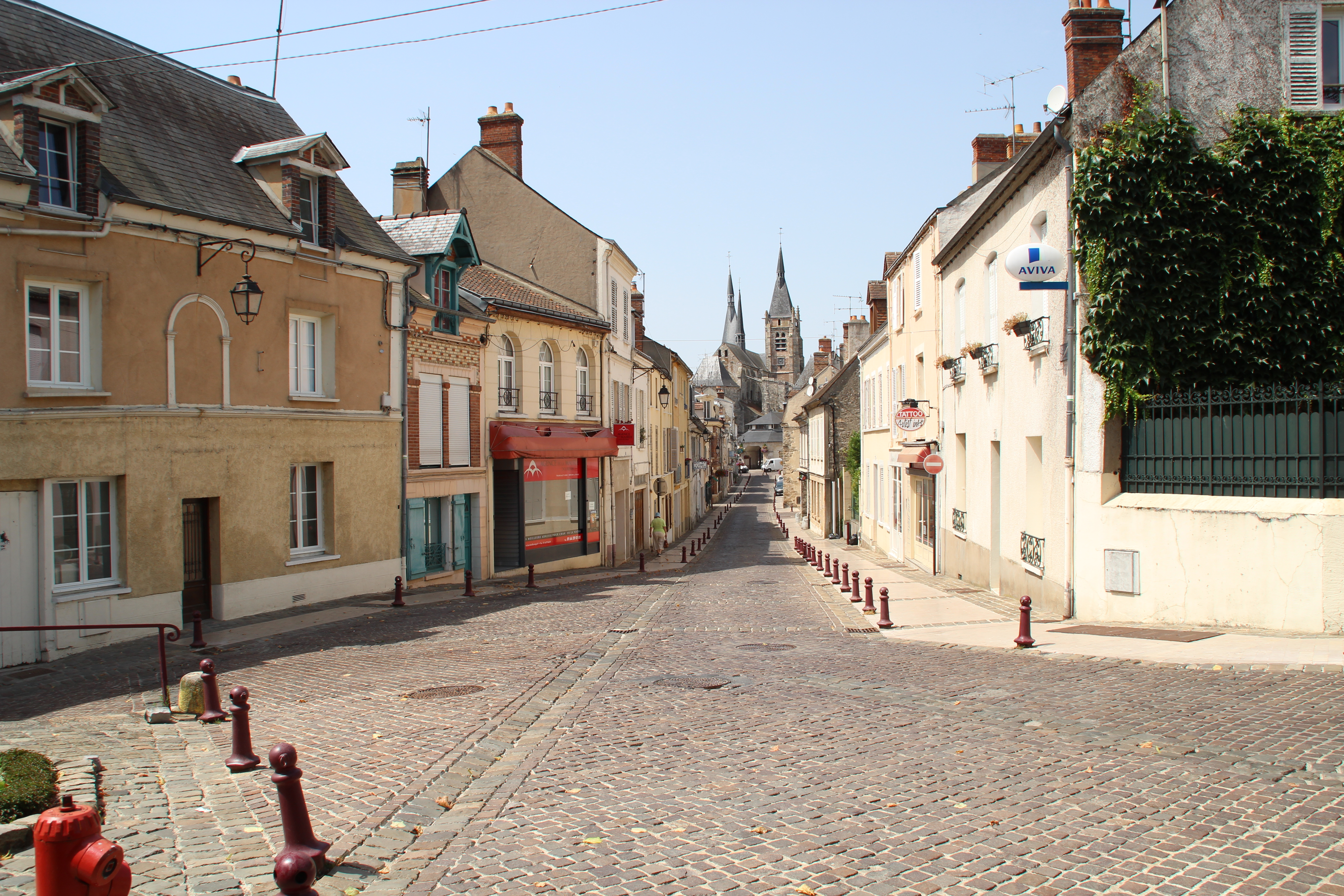
La rue Saint-Pierre.
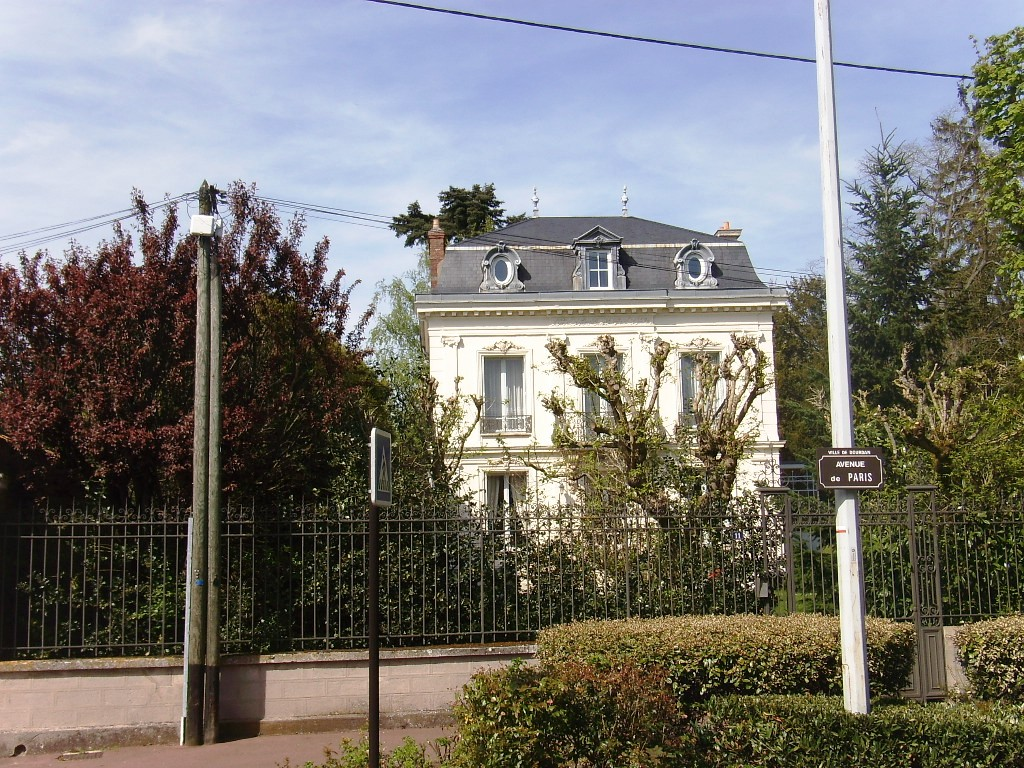
Demeure de Charles Juliot rue de Paris.

L’église Saint-Germain-d’Auxerre complète ce patrimoine médiéval. Construite à partir de 1150 sur le modèle de la cathédrale Notre-Dame de Chartres, achevée au XIIIe siècle, elle subit des modifications au XVe siècle puis au XVIIe siècle. Ses proportions (cinquante mètres de long, dix-huit mètres de large, la flèche sud culminant à cinquante mètres) en font presque une cathédrale. Elle est classée monument historique en 1967. Sa cloche en bronze dite « Germaine » datant de 1778 et pesant 2 300 kilogrammes est elle aussi classée en 1984. L’autre cloche de 1599 est elle aussi classée en 1908. L’orgue de Goyadin, installé en 1870, est lui classé en 1981. La porte de la façade nord, qui date du XVe siècle est elle classée en 1965. L’autel classé en 1984, des peintures et sculptures complètent cette dotation remarquable.
Au nord, dans le hameau de Rouillon se trouve l’ancienne ferme seigneuriale, construite vers 1400 et inscrite aux monuments historiques en 1977. En 1220 fut aussi implanté un Hôtel-Dieu, détruit puis reconstruit à partir de 1766 avec la chapelle Saint-Jean-l’Évangéliste mentionnée en 1340. Modifié en 1852 et 1885, il servit d’hôpital jusqu’en 1970 et fut finalement inscrit aux monuments historiques en 1988.
En 1725 fut construit le château du Parterre composé d’un corps principal et d’une aile de retour au nord. Revendu en 1738, il devint en 1809 l’hôtel de ville. De cette époque date aussi l’immeuble du 15 rue Saint-Pierre, classé monument historique en 1969.
Le XIXe siècle fut aussi une période de constructions importantes à Dourdan, sous l’impulsion de bourgeois qui permirent l’érection par l’architecte Lucien-Tirté Van Cleemputte de la halle en 1836 à l’emplacement de la précédente datant de 1228. Rénovée en 1922, elle mesure trente-huit mètres de long et quatorze de large, deux bâtiments sont disposés à chaque extrémité. C’est aussi durant le Second Empire et les régimes suivants que des demeures bourgeoises furent construites en périphérie de la ville : l’actuel centre de loisirs de la Garenne occupe l’ancienne propriété du bonnetier Charles Dujoncquoy, au 11 avenue de Paris se trouve l’ancienne demeure de l’éditeur Charles Juliot. De cette époque date aussi le bâtiment principal du collège Émile-Auvray, entamé en 1889 et inauguré en 1891, et la gare construite en 1862.

### Personnalités liées à la commune

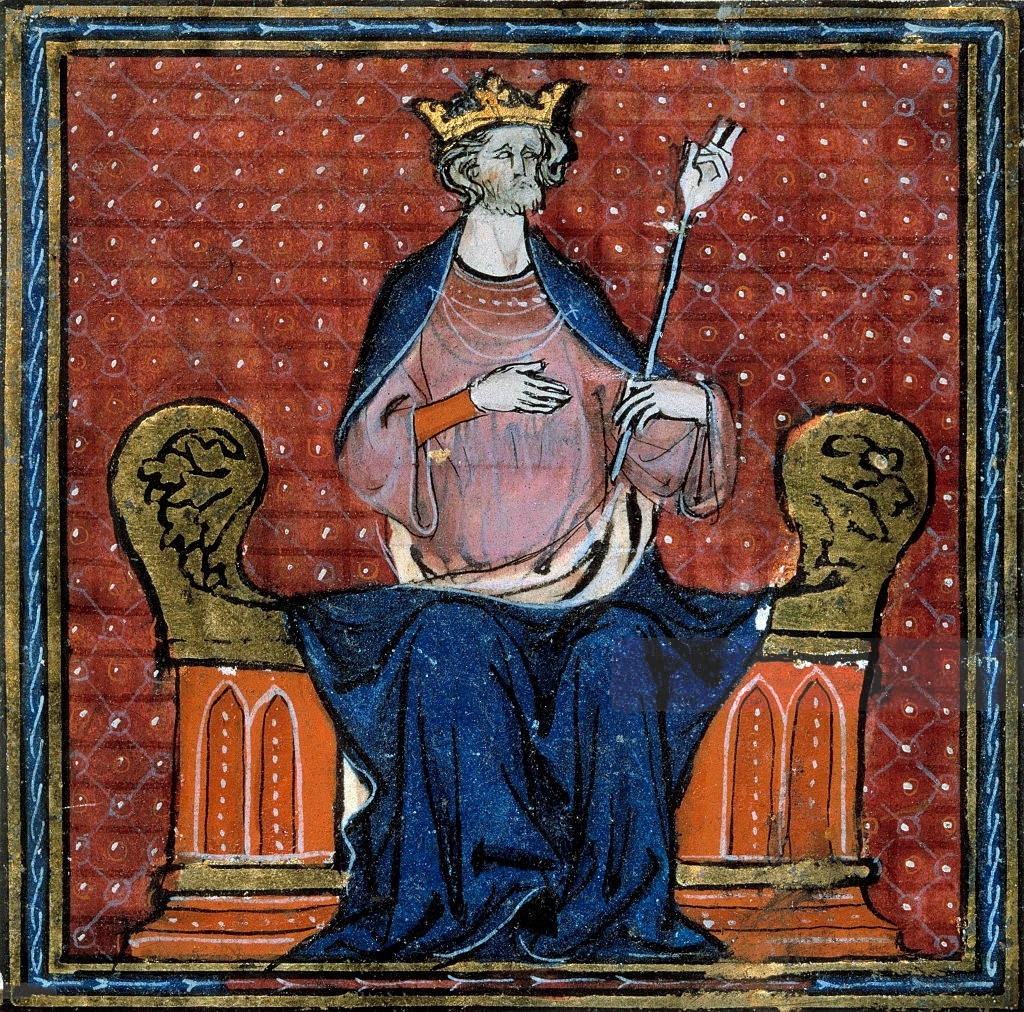
Enluminure représentant Hugues Capet, roi des Francs.

Différents personnages publics sont nés, décédés ou ont vécu à Dourdan :
- Mesme de Dordanus (?-?), dite sainte Mesme y est née.
- Hugues le Grand (897-956), duc des Francs et fondateur de la dynastie capétienne y mourut.
- Hugues Capet (v.940-996), roi des Francs y est né.
- Gerbert d’Aurillac (v.938-1003), pape sous le nom de Sylvestre II, séjourna fréquemment à Dourdan pour préparer l’avènement d’Hugues Capet.
- Blanche de Castille (1188-1252), reine de France y séjourna.
- Louis IX de France (1214-1270), roi des Francs y vécut.
- Marguerite de Provence (1221-1295), reine de France y séjourna.
- Jeanne II de Bourgogne (1291-1330), reine de France y fut enfermée.
- Étienne de Vignolles dit La Hire (1390-1443), compagnon de Jeanne d'Arc y fut enfermé.
- Louis Malet de Graville (1438-1516), amiral de France fut gouverneur du château de Dourdan.
- Anne de Pisseleu (1508-1580) favorite de François Ier possédait le domaine.
- Marie de Médicis (1575-1642), reine de France possédait le domaine.
- Anne d’Autriche (1601-1666), reine de France possédait le domaine.
- Marie Poussepin (1653-1744), mère supérieure béatifiée par Jean-Paul II le 20 octobre 1994 y est née[133].
- Marie Claveau (?-1703), actrice y mourut.
- Jean-François Regnard (1655-1709), écrivain et dramaturge français y mourut au château de Grillon.
- Charles-François Lebrun (1739-1824), troisième consul et prince-architrésorier y vécut.
- Louis René Buffy (1742-1793), homme politique né et décédé à Dourdan, député du tiers état aux États généraux de 1789.
- Pierre Vedye Roger (1760-1825), homme politique, député de Seine-et-Oise de 1815 à 1816.
- Roustam Raza (v.1782-1845), mamelouk de Napoléon Ier y mourut et y est enterré.
- Émilie Aubert (1819-1880), mère d’Émile Zola y est née.
- Francisque Sarcey (1827-1899), critique dramatique et journaliste y est né.
- Joseph Guyot (1836-1924), historien restaura le château.
- Émile Zola (1840-1902), écrivain y séjourna et y écrivit en 1887 le quinzième tome des Rougon-Macquart, La Terre.
- Charles Péguy (1873-1914), écrivain et poète y séjourna.
- José Roig (1880-1941), républicain espagnol et résistant fusillé par les nazis, a créé une usine de textile avant la guerre dans la commune[134].
- Georges Duhamel (1884-1966), écrivain y a vécu.
- Paul Vialar (1898-1996), écrivain y a vécu.
- Henry Fournier, Maurice Augières et Arthur Duray ont successivement établi à Dourdan le record de vitesse terrestre en automobile entre le 5 novembre 1902 et le 5 novembre 1903.
- Louis Ignacio-Pinto (1903-1984), homme politique béninois et juge à la Cour internationale de justice de La Haye, y est mort.
- Auguste Gillot (1905-1998), homme politique et résistant y est né.
- Georges Franju (1912-1987), réalisateur de cinéma, y est inhumé.
- Michel Audiard (1920-1985), dialoguiste et réalisateur de cinéma y a habité et y est mort.
- Robert Abraham (Dourdan 1921 - L'Huisserie 2004), chef de char au 501e régiment de chars de combat, Compagnon de la Libération[135] y est né.
- Pierre Ceccaldi-Pavard (1921-2004), homme politique en a été maire.
- Cécile Aubry (1928-2010), écrivain et actrice y mourut.
- Yves Tavernier (1937- ), homme politique en fut maire.
- Jacques Cadiou (1943- ), coureur cycliste y est né.
- Nicolas Vial (1955- ), peintre y vécut.
- Adrian Colin (1984-), artisan d'art verrier y est né.
- Tony Gallopin (1988- ), coureur cycliste y est né.
- Fournier Bertrand (1985- ), peintre y est né.
- David Carreira (1991- ), chanteur, acteur et mannequin y est né.

### Festivités
Dourdan est animée par trois fêtes folkloriques réparties sur l’année. La Foire Ventôse, du nom du mois du calendrier républicain, manifestation commerciale classée foire nationale depuis 1959 se tient chaque année deux semaines avant Pâques. La fête médiévale le premier week-end de juin est l’occasion de revivre l’ambiance de Dourdan et son château à cette époque glorieuse de la ville. La Saint Félicien qui se tient le troisième week-end de septembre rassemble les jardiniers, associations et clubs sportifs de la commune sous les halles. Depuis 2010, le festival « Les Musicales de Dourdan » réunit au mois d’octobre plusieurs musiciens autour d’une série de concerts de musique classique.

### Héraldique et logotype

Logo.

| Blason de Dourdan | Blason  | D’azur à trois vases à deux anses garnis de fleurs, le tout d’argent, au chef cousu de gueules à trois fleurs de lys d’or. |
| Blason de Dourdan | Détails | Les trois vases évoquent l’industrie de poterie développée à Dourdan autrefois. Ce blason apparaît sur la motrice du TGV 340 et la motrice immatriculée 8718D au titre du parrainage du matériel SNCF par les communes. En 1991, la commune s’est dotée d’un logotype reprenant ce blason simplifié entouré de la lettre D capitale stylisée. En janvier 2010, la commune s’est dotée d’un nouveau logotype. |

### Dourdan dans les arts et la culture
- Une tradition raconte que des réunions initiatiques pour la Maison de France se tenaient au château de Dourdan, des émissaires proches des Templiers révélant aux souverains les secrets de leur pouvoir[138].
- Une légende raconte que sous le donjon du château se trouve un souterrain secret. Dans ce souterrain, la Pierre de Dourdan serait gravée de l’avertissement : « Qui touche à la pierre de Dourdan périt par les eaux ».
- L’écrivain Jean de La Bruyère (1645-1696) lors de son passage dans la commune aurait écrit :
 « J’approche d’une petite ville et je suis déjà sur une hauteur d’où je la découvre.
Elle est située à mi-côte, une rivière baigne ses murs et coule ensuite dans une belle prairie ;
Elle a une forêt épaisse qui la couvre des vents froids et de l’aquilon.
Je la vois dans un jour si favorable que je compte ses tours et ses clochers ;
Elle me paraît peinte sur le penchant de la colline. »[139]
- À la Révolution française, un officier de police nommé Gaumer relatait la visite du château confisqué par : « Nous sommes allés de tour en tour par un souterrain blanc comme neige et sommes passés devant des portes bardées de fer. » Souterrain qui ne fut jamais retrouvé ensuite.
- L’abbé Gautier, curé de l’église sous Napoléon III, fut étroitement surveillé par la police car on lui reprochait de « vouloir prendre aux riches pour donner aux pauvres » et de « ne jamais prier Dieu pour l’Empereur » quand il montait en chaire. Il mourut à son poste le 21 mars 1867.
- Dourdan est aussi le patronyme de l’acteur américain Gary Dourdan né le 11 décembre 1966 à Philadelphie.
- Par sa proximité avec Paris et ses décors variés, Dourdan sert couramment de lieu de tournage, notamment pour Le rouge est mis de Gilles Grangier en 1957, Yoyo de Pierre Étaix en 1964, La Bande à Bonnot de Philippe Fourastié en 1965, Les Visiteurs de Jean-Marie Poiré en 1993, Michel Vaillant de Louis-Pascal Couvelaire et Je reste ! de Diane Kurys en 2003 ou Marie Besnard, l'empoisonneuse de Christian Faure en 2006[140],[141].
- Au centre de l’arbre dit « chêne des Six Frères » s’est formée une cuvette, remplie d’eau que l’on dit bénite, qui donnait lieu aux pèlerinages et processions[142].
- De 1999 à son décès en 2019, le prétendant au trône de France Henri d’Orléans porte le titre de comte de Dourdan.